# 石原慎太郎
石原 慎太郎（いしはら しんたろう、旧字体：石原 愼太郞、1932年〈昭和7年〉9月30日 - 2022年〈令和4年〉2月1日）は、日本の作家、政治家。位階は正三位。勲等は旭日大綬章。
東京都知事（第14代 - 17代）、運輸大臣兼新東京国際空港問題担当大臣（竹下内閣）、環境庁長官（福田赳夫内閣）、衆議院議員（9期）、参議院議員（1期）、日本維新の会代表、同党共同代表、太陽の党共同代表、次世代の党最高顧問などを歴任。

## 概要

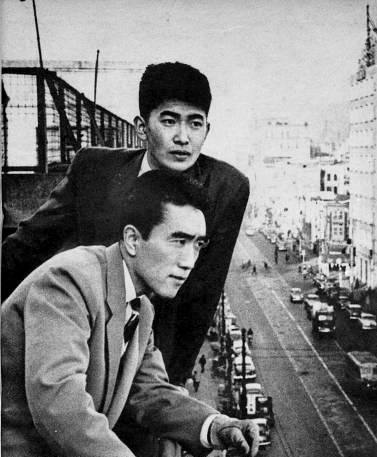
三島由紀夫と。奥にいるのが石原。1956年、中央区銀座の旧文春ビルにて

一橋大学在学中の1956年（昭和31年）に文壇デビュー作である『太陽の季節』が第34回芥川賞を受賞、「太陽族」が生まれる契機となる。また、同作品の映画化では弟・裕次郎をデビューさせた。作家としては他に芸術選奨文部大臣賞、平林たい子文学賞などを受賞。『「NO」と言える日本 -新日米関係の方策-』（盛田昭夫との共著）、裕次郎を題材にした『弟』はミリオンセラーとなった。
1968年に参議院議員に当選し、政治家に転ずる。福田赳夫内閣で環境庁長官を務め、1987年に竹下内閣で運輸大臣を歴任。1995年4月に衆議院議員を辞職。
1999年東京都知事選挙に立候補し当選。2003年東京都知事選挙、2007年東京都知事選挙、2011年東京都知事選挙で再選、都知事を4期務めた。石原都政では新銀行東京、首都大学東京の設立、外形標準課税の導入、ディーゼル自動車の排ガス規制など議論を呼ぶ政策を実施した。2012年、後継に副知事の猪瀬直樹を指名し、次期衆議院選挙に立候補するため東京都知事を辞職。同年の第46回衆議院議員総選挙に日本維新の会の候補として比例東京ブロックで当選し、17年ぶりに国政に復帰。その後同党の分裂と次世代の党の結党に参加。2014年の第47回衆議院議員総選挙では党の熱意により落選覚悟で立候補したが、落選の確定を受けて政界から引退した。
趣味はサッカー、ヨット、テニス、スキューバダイビング、射撃。実弟は俳優の石原裕次郎。長男は自由民主党元衆議院議員の石原伸晃。次男は俳優・タレント・気象予報士の石原良純。三男は自由民主党衆議院議員の石原宏高。四男は画家の石原延啓。

## 来歴

### 生い立ち
父 石原潔（山下汽船社員、愛媛県出身）、母 光子（広島県宮島の出身）のもと、兵庫県神戸市で誕生。北海道小樽市および神奈川県逗子市で育つ。神奈川県立湘南高等学校、一橋大学法学部卒業。一橋大学では社会心理学の南博ゼミに所属。湘南高校サッカー部、一橋大学柔道部、サッカー部と体育会系の一面も持つ。サッカーに関しては高校大学ともにレギュラーで試合に出場している。文芸評論家の江藤淳とは同級生であり、共に高校の先輩である歴史学者江口朴郎宅に訪問したりしていた。江藤とは作家となってから共著を出版するなど、1999年に江藤が自死するまで交流があった。文学では、ジャン・コクトーやレイモン・ラディゲ、アーネスト・ヘミングウェイを読んでいたという。
公認会計士になるために一橋大学に入学したものの向かないことを自覚し、休刊していた一橋大学の同人誌『一橋文藝』の復刊に尽力する。ある日、神田の一橋講堂で「如水会」（一橋大学のOB会）主催の公開講座にOBの伊藤整が来た際、受付にいた慎太郎は伊藤の講演記録をとり、それを『一橋文藝』に掲載してもよいか伊藤に訊ねた。その翌年、同人誌は刷れたが金が足りずに困り、慎太郎は友人と久我山に住む伊藤に資金援助を頼みに行った。その時のことを伊藤は以下のように述懐している。
この同人誌に処女作である『灰色の教室』を発表し、文芸評論家の浅見淵に激賞されて自信をつけたのをきっかけに、第2作目の『太陽の季節』を執筆することになる。

### 作家として

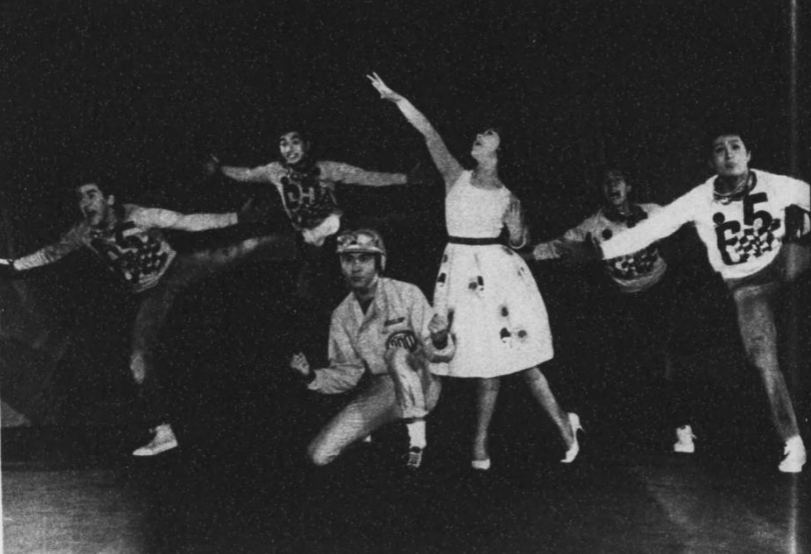
1965年、ジャニーズ出演のミュージカル『焔のカーブ』の演出・脚本を務め、主題歌も作詞した。

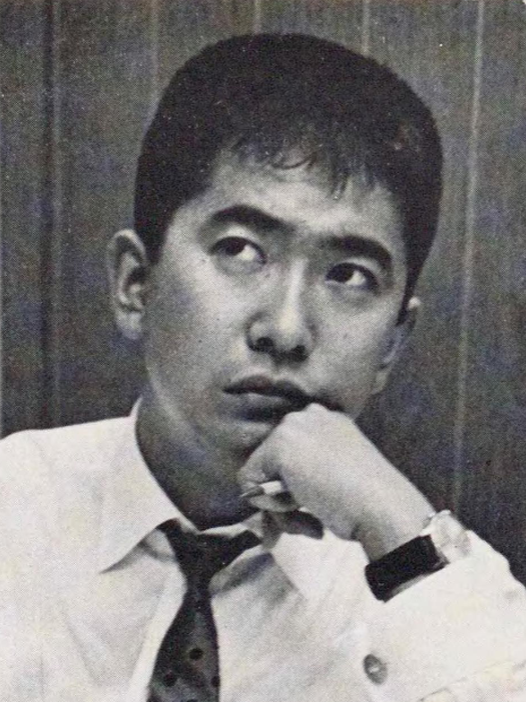
1967年

一橋大学在学中に、『太陽の季節』で、第1回（1955年度）文學界新人賞と、第34回（1955年下半期）芥川賞を受賞した。昭和生まれとしては初の芥川賞であった。作品にみなぎる若々しい情熱や生々しい風俗描写、反倫理的な内容が賛否両論を巻き起こした。同作が映画化された際には、“太陽族”という流行語が生まれた。
その後『処刑の部屋』（映画原作）、『聖餐』といった現代の世相を鋭くえぐり出すのが特徴の同種の作品を多数発表した。
戯曲や演劇にも積極的に関わった。1960年5月と9月、劇団四季は石原が書いた『狼生きろ豚は死ね』を公演した。1965年、日生劇場で上演されたミュージカル『焔のカーブ』の脚本・演出を務め、出演者のジャニーズが歌う同名の主題歌の作詞も手掛けた。翌1966年にはジャニーズが主役のミュージカル『宝島』の脚本・演出を務めた。
1970年に『化石の森』で芸術選奨文部大臣賞、1988年『生還』で平林たい子文学賞を受賞。弟・裕次郎を描いた1996年の『弟』は120万部を売り上げ、毎日出版文化賞特別賞を受賞。1969年に『日本について語ろう』（小田実と共著）、2001年『わが人生の時の人々』で、いずれも文藝春秋読者賞を受賞している。
1995年から2012年まで芥川賞の選考委員を務めた。辛口の批評も多かったが、又吉栄喜、辻仁成、花村萬月、町田康、青来有一、中村文則、青山七恵、西村賢太など強く推して受賞に至った作家もいる。また1992年から1999年まで三島由紀夫賞選考委員を務めた。
創作以外にも多くの著作があり、『スパルタ教育』（1969年、70万部）、『「NO」と言える日本』（1989年、125万部）、『法華経を生きる』（1998年、33万部）、『老いてこそ人生』（2002年、82万部）、『新・堕落論』（2011年、25万部）、『天才』（2016年、92万部）などがベストセラーとなっている。
映像作家としては、弟の裕次郎を世に送り出すことになった自作の映画化『狂った果実』で脚本を担当して以降、映画やテレビで自作小説の脚色を多く手がけている他、1958年、東宝映画『若い獣』で初監督を務める。2007年5月には“特攻の母”と呼ばれた鳥濱トメと特攻隊員の交流にスポットを当てた映画『俺は、君のためにこそ死ににいく』を発表。制作・指揮・脚本を手がけた。首相だった宮澤喜一に、鳥濱トメに国民栄誉賞を贈るよう進言したことがある。映画公開同年、鹿児島の「知覧特攻平和記念会館」内に自らデザインした鳥濱への顕彰碑を建てた。顕彰碑には、石原による文言、「トメさんは、人々を救う菩薩でした」などが刻まれている。
俳句については、日本人の感性ならではの定型詩とする見解である。数学者の岡潔の「芭蕉の俳句研究で数学の難問を解けた」とする述懐を紹介しながら日本の俳句について度々話している。政界進出以降、発表する作品数は減ったものの、一貫して創作活動を行った。

#### 評価
- 田原総一朗[35]・水道橋博士[36]・豊崎由美・栗原裕一郎[37]などのような国家観の異なる者からも高く評価されている。
- 1957年10月『新潮』に発表した『完全な遊戯』について、高見順宅へ行った際、『群像』編集長の大久保房男と口論になり、『群像』には一度も執筆していない[38]。
- 1959年（昭和34年）に文芸雑誌『文學界』8月号に発表した実験的ジャズ短編小説『ファンキー・ジャンプ』を三島由紀夫は見事な傑作と述べ、「現実の脱落してゆくありさまを、言葉のこのやうな脱落でとらへようとする（石原）氏の態度には、小説家といふよりは一人の逆説的な詩人があらはれてゐる」と評した[39][40]。
- 文芸評論家福田和也は、日本の現役小説家を採点した自著『作家の値うち』（2000年）の中で『わが人生の時の時』に100点満点中96点と最高点を付け、情景の鮮烈さが特に魅力的で、「数世紀後に、20世紀日本文学をふり返った時に名前が挙がるのはこの作品ではないだろうか」と評した[41][42][注釈 3]。
- 季刊文芸誌「en-taxi」2013年11月号のインタビューで集英社の文芸誌『すばる』の女性編集長に、三国人発言を理由に、作品の掲載を拒否されたエピソードを明かしている[43]。

### 国会議員時代

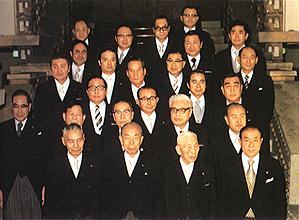
福田赳夫内閣の組閣にて撮影（石原は5段目右端）

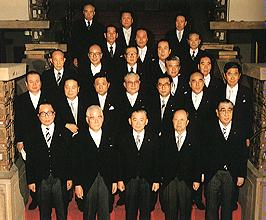
竹下内閣の組閣にて撮影（石原は2段目右端）

1967年10月3日、自由民主党本部は選挙対策委員会を開き、翌年の参院選の第二次公認候補として全国区11人、地方区9人の計20人を決め発表した。その中に石原も含まれていた。
1968年7月に第8回参議院議員通常選挙に全国区から自民党公認で立候補。藤原あきの選挙参謀だった飯島清をブレーンに引き入れ、イメージ・キャンペーンを駆使した選挙戦を展開した。党内の後ろ盾は運輸大臣の中曽根康弘だった。反共イデオロギーを宣布する政治団体「国際勝共連合」を設立したばかりの統一教会は石原のために動員をかけた。台東区議会議員を2年で辞職した深谷隆司が遊説で協力し、当時拓殖大学3年生だった鈴木宗男は飯島の紹介で選挙を手伝った。作家仲間では藤島泰輔が全面支援した。7月7日投票。史上最高の301万票を獲得し初当選した。
1972年9月29日、田中角栄と周恩来は日中共同声明を発表した。同年12月の第33回衆議院議員総選挙に旧東京2区から無所属で立候補し当選。衆議院に鞍替えした。1973年、田中内閣が推し進めた日中国交正常化とそれに伴う中華民国と国交断絶に反対し、反共を旗印に政策集団「青嵐会」を結成した。1974年12月9日、三木内閣が発足し、自民党幹事長は中曽根康弘に変わった。
1975年2月6日、中曽根は石原に、同年4月の東京都知事選挙への出馬を正式に要請。この要請に応え、衆議院議員を辞職して立候補した。統一教会はこの選挙で、関連団体「世界平和教授アカデミー」会長の松下正寿ではなく、石原を応援した。ことに国際勝共連合は若いメンバーを大量に動員し、選挙費用についても1億5、6千万円ほどを負担した。4月14日に開票が行われ、現職の美濃部亮吉が小差で石原を下し、3選を果たした。選挙参謀を務めた飯島清は「美濃部陣営が石原とのテレビ討論に一切応じなかったのが基本的な敗因」と語った。
1976年12月の第34回衆議院議員総選挙に自民党公認で立候補し、国政復帰。選挙後に発足した福田赳夫内閣で環境庁長官として初入閣。在任中は水俣病補償問題に取り組み、日本政府として謝意を表明し話題になった。一方で「ニセ患者もいる」「患者団体が政治組織に利用されている」と発言を行い、胎児性水俣病患者の上村智子に土下座して陳謝する一幕もあった。
1979年、青嵐会の後継団体として自由革新同友会を結成するも勢いが振るわず、1984年、清和政策研究会に合流。1987年、竹下内閣で運輸大臣に就任。12月に宮崎県のリニア実験線に試乗した際、「鶏小屋と豚小屋の間を走っている格調の低い実験線では十分なことはできない。」とこき下ろし、新しい実験線を山梨県に移転新設させた。1988年5月に運輸大臣として新東京国際空港（現：成田国際空港）を視察する。その際、成田新幹線の成田空港駅として造られたものの放置状態になっている施設を見学した。成田新幹線は、沿線住民の建設反対運動や日本国有鉄道財政悪化の影響により、建設工事がほとんど進まず、前年の国鉄分割民営化で事業はJRに引き継がれず、工事計画そのものが失効したが、成田線と交差する位置から成田空港駅までは、ほぼ工事が完成していた。その出来上がっている成田空港駅構内を見学した石原は、法規制に縛られている新東京国際空港公団関係者の懸念をよそに「既存の鉄道を入れろ」と発言し、その年の10月には上下分離方式の成田空港高速鉄道が設立され、2年半後の1991年3月にはJR東日本と京成電鉄が成田空港駅に乗り入れを開始した。
1989年、亀井静香・平沼赳夫・園田博之らに推される形で、総裁選挙に出馬するも、経世会が推す河本派の海部俊樹に敗れる。1990年の第39回衆議院議員総選挙で、旧東京4区で長男の伸晃が初当選し、父子揃って衆議院議員となる。1995年4月14日、議員在職25年表彰を受けての衆議院本会議場での演説中、「日本の政治は駄目だ。失望した」という趣旨の発言を行い、衆議院議員を辞職した（最初の地盤継承者は栗本慎一郎）。

### 東京都知事時代

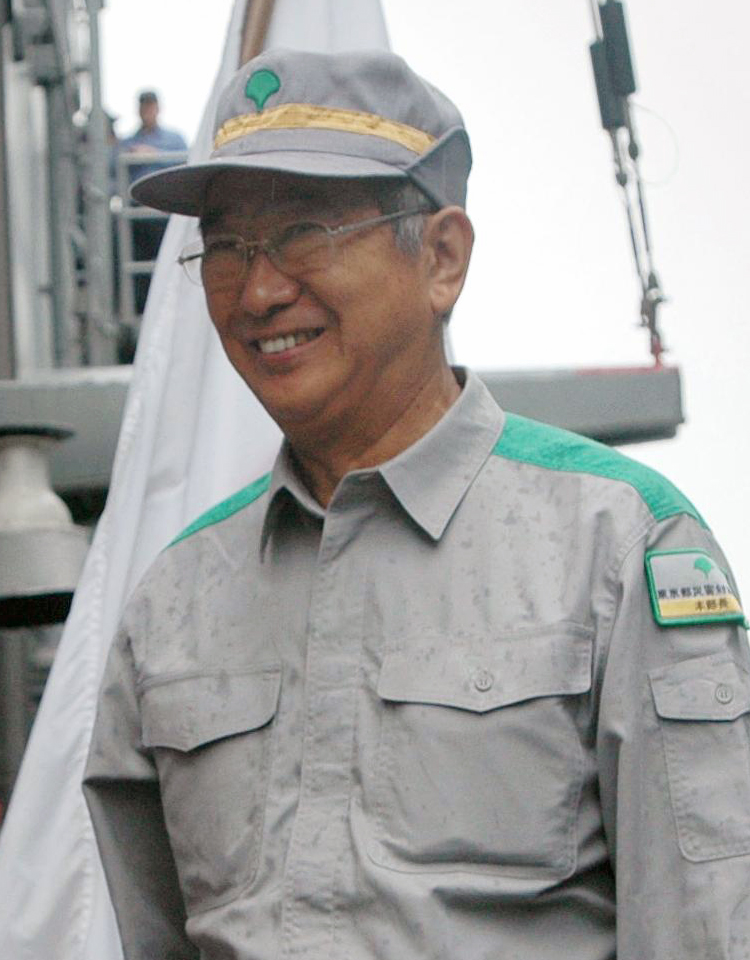
都知事時代（2006年9月1日）

議員辞職から4年後の1999年4月、東京都知事選挙に立候補。先に立候補を表明していた並み居る政治家を尻目に圧勝する。以降、4期14年の長期政権を築き、様々な政策を推し進める。
2000年7月には元公設秘書で側近の浜渦武生を副知事とした。佐々淳行は石原からの要請で3期目の選挙対策本部長を務めた。2011年に4期目に入ったころから国政の政権与党である民主党の混乱の中で「次の首相」候補として名前が取りざたされる。2012年10月、4期目途中で知事職を辞任し、国政へ復帰した。

### 衆議院議員復帰後

#### 国会質疑

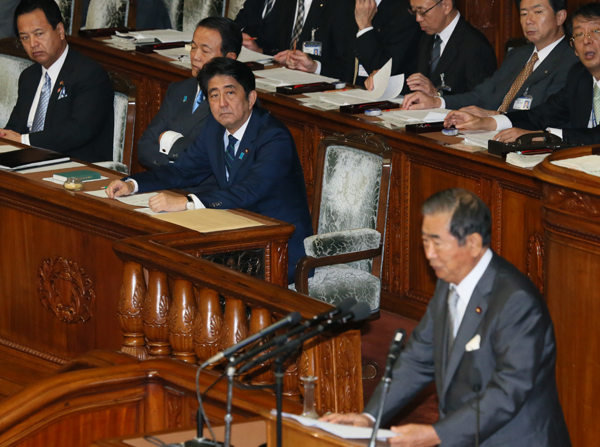
2013年10月16日（水曜日）、代表質問をする石原（右）

衆院選当選時に80歳と高齢でありながら、党を代表して国会での質疑に立っている。国政復帰初の2013年2月12日の衆議院予算委員会での国会質疑を「国民への遺言」とした。この質疑では「暴走老人の石原です。私はこの名称を非常に気に入っている。せっかくの名付け親の田中真紀子さんが落選されて、彼女の言葉によると“老婆の休日”だそうでありますが、大変残念だ」とも述べた。
同年4月17日と12月4日には安倍晋三首相との党首討論に臨んでおり、10月16日には第185回国会・衆議院本会議において所信表明演説に対する代表質問を行った。

#### 憲法
都知事時代から、主に自主憲法の制定を強く訴えている。現行憲法は、前文は極めて醜い日本語で、歴史的正当性がなくアメリカが日本の解体統治のために一方的に速成したものだとして、衆議院本会議で質問に立った際に変更を促した。都議会でも、改憲手続きなどせずに衆議院で憲法破棄決議をすればよいと主張し、「憲法第99条違反ではないか」と指摘されている。

#### 脳梗塞発症
議員当選後に「体調不良」から入院し、姿を見せない時期がしばらく続いていた。これに対し、2013年3月28日に『週刊新潮』が「菅直人の周辺が石原の脳梗塞発症説を漏らしている」と報じた。その後、3月30日に退院した石原は、復帰に伴う記者会見において「軽い脳梗塞」を発症していたことを認めた。

#### 経済・財政
アベノミクスに関して
2013年2月12日、石原慎太郎は衆院予算委員会において「何としてもアベノミクスを成功させて欲しい」と応援する発言をした。

#### 国家の会計制度
2013年2月12日、衆院予算委員会において「日本の国家の会計制度に懸念を持っている。これを合理化して企業並みにしないと、アベノミクスのバリアになる。この国には健全なバランスシート、財務諸表がない。国は何で外部監査を入れないのか。アベノミクスを成功させるためにも会計制度を一新させる必要がある。会計制度を変えると税金の使途がハッキリ分かる」と安倍総理および麻生副総理に、都知事時代に東京都の会計に採用した複式簿記・発生主義会計制度を国家の会計制度にも導入するよう提言を行った。

#### 維新の会分党、次世代の党結党へ
日本維新の会では大阪系の議員らと政策や党運営で対立する局面がたびたびあったが、原子力政策を巡っては2014年3月に石原が会長を務める党エネルギー調査会の初会合で講演中、当時会期中の第186回国会で採決予定だったトルコなどへの原発輸出を可能にする原子力協定について、党が昨年12月の両院議員総会で多数決で原子力協定反対を決めたことを「ばかばかしい。高校の生徒会のやり方だ」と批判。その上で「私は採決のとき賛成する」と明言した。党の方針に背いて独自に行動することを宣言したことに反発した大阪系の浦野靖人衆院議員（当選1回）が「（党の決定に）反対なら党から出ていったらよろしい」と発言、他の複数の大阪系議員も同調した。
さらに結いの党との合併協議に際しては「結いの党は護憲政党だ」などとして否定的なスタンスを貫き、新党の綱領に自主憲法制定を目指すなどの文言を入れることに固執。あくまで意見の隔たりの大きい結いと合流し政界再編を目指す橋下共同代表や松野頼久国会議員団幹事長らとの決裂が決定的となった。
2014年5月28日付で日本維新の会からの分党を表明、同6月5日付で「新党準備会」を発足。石原グループの離党ではなく一度解散した上での分党（政党助成法上の分割）という手続きを取ることで、維新が受け取るはずだった政党助成金は議員数に比例して橋下グループの新党「日本維新の会」と石原グループ「次世代の党」の両者に按分される。
7月30日までに、両者間で政党助成金の分配額など、分党に必要な手続きに関する協議を終え、7月31日総務省への解散届出をもって正式に分党。翌8月1日に平沼赳夫を党首として新党「次世代の党」を発足・総務省へ届け出、党最高顧問に就任した。2014年11月に衆議院解散が確定的となると、石原は高齢を理由とした自らの体調不安から選挙前の引退を示唆した。しかし、党内からの強い希望もあり、比例単独候補（東京ブロック）として立候補を決断。石原本人の希望により「後輩を一人でも多く当選させたい」として比例順位は最下位に当たる9位だった。結果として次世代の党は石原が立候補した東京ブロックを含む全ての比例ブロックで議席を獲得するには至らず、石原は落選。選挙後の2014年12月16日に記者会見を開き、政界引退を表明した。会見で「歴史の十字路に何度か自分の身をさらして立つことができたことは政治家としても物書きとしてもありがたい経験だった」と述べ、わりと晴れ晴れとした気持ちで政界を去れるとの見解を述べた。
2015年春の叙勲で旭日大綬章を受章。

### 政界引退後

#### 最晩年
2021年10月、病院で膵臓がんの再発と「余命3か月」程度との宣告を受けている。この時の心情も含め、絶筆となった「死への道程」が死去後の2022年3月10日に発売された「文藝春秋」4月号に掲載されている。
亡くなるまでの3か月について次男の石原良純は、「最後の1週間だけ」迫り来る死と闇夜を怖れているように見えたことを証言している。

#### 死去
2022年2月1日午前10時20分、東京都大田区の自宅で死去。満89歳没（享年91）。
死因は公表されていないが、死去当日に長男の石原伸晃は会見で「膵臓がんを患っておりまして、本当によく戦い、頑張ったんでございますが、昨年の10月に再発をいたしまして、本日に至ったところでございます」と語っている。
辞世の句は、『死という最後の未来』で明かされている。
2014年に出版した『私の海』（幻冬舎）には「葬式不要、戒名不要。我が骨は必ず海に散らせ」と遺言状に記したとする一方で、かつての秘書によると「墓石には『青嵐報国』と入れてほしい」とも発言していた。葬儀・告別式が2月5日、大田区の自宅で家族葬が行われ、戒名は「海陽院文政慎栄居士」、先祖代々が眠る逗子市の海宝院に納骨されると報じられた。2月22日、政府は死没日付に遡り、正三位に叙した。なお、通夜には妻の典子も車椅子姿で参列していたが、夫の死から約1か月後の3月8日に84歳で死去している。
「骨の一部は愛した湘南の海に戻してくれ」という遺言に従い、4月17日に海上散骨式が神奈川県三浦郡葉山町の名島沖で行われ、石原伸晃のYouTube公式chでも動画配信された。6月9日午前10時より、元首相・安倍晋三（その後翌月8日に銃撃死）、読売新聞グループ本社代表取締役主筆・渡辺恒雄らが発起人を務めた「お別れの会」が東京都内のホテルにて開かれ、各界の関係者らが参列した。祭壇は、石原が愛した湘南の海をイメージさせる青や白の花で装飾され、両サイドには愛艇「コンテッサⅡ世」のセイルが飾られた。
6月17日、65歳になる前から書き綴られた自伝『「私」という男の生涯』（幻冬舎）が、石原自身と妻・典子の没後を条件に刊行された。
2023年8月、晩年まで住んだ大田区田園調布の自宅（1981年に落成）が売却され、年内に解体される。

## 略年譜
- 1932年
  - 9月30日 - 兵庫県神戸市須磨区にて海運会社山下汽船に勤める石原潔・光子の長男として生まれる。父・潔は愛媛県喜多郡長浜町（現：大洲市）に生まれ、旧制宇和島中学（現在の県立宇和島東高校）を中退し山下汽船に入社した。店童[注釈 5]あがりだったにもかかわらず最後は関連会社の重役にまで出世した[103]。母・光子は広島県厳島の出身[15][104][注釈 6]。なお石原自身は神奈川県を出身地としている[105]。
- 1934年
  - 12月28日 - 弟・裕次郎が生まれる。
- 1936年
  - 6月 - 父の転勤に伴い、北海道小樽市に転居[106]。小樽に来て間もなくマリア幼稚園（現小樽藤幼稚園）に入園[107]。
- 1939年
  - - 稲穂小学校に入る[107]。
- 1943年
  - 2月 - 父の転勤に伴い、神奈川県逗子市に転居[106]。石原一家が逗子で最初に住んだ桜山の家は山下汽船創業者山下亀三郎の別邸[108]。
- 1945年
  - 4月 - 神奈川県立湘南中学（現：神奈川県立湘南高等学校）へ進学。
- 1946年
  - 東京裁判を二度傍聴する[109]。
- 1948年
  - 立身出世主義的な校風に反撥し、胃腸の病を口実に1年間休学[110]。休学中は文学・美術・演劇・音楽・映画に耽溺し、フランス語を学習。
- 1951年
  - 10月 - 父・潔が脳溢血で急死。山下近海汽船社長二神範蔵から一橋大への進学と、当時できたばかりの公認会計士の取得を強くすすめられる[111]。
- 1952年
  - 4月 - 一橋大学法学部に入学[111][注釈 7]。柔道部、サッカー部に入部する。簿記や会計学などの勉強に励んだが半年間やってみて向いていないと悟り公認会計士になることを断念する[111]。
- 1954年
  - 学内同人誌『一橋文芸』の復刊に尽力する。
  - 12月 - 処女作『灰色の教室』を同人誌に発表（復刊第1号）、文芸評論家の浅見淵に評価される[21][22]。
- 1955年
  - 12月 - 当時17歳だった石田由美子（後に石原典子と改名）と結婚。『太陽の季節』が『文學界』に掲載され、第1回文學界新人賞を受賞。東宝の入社試験に合格し、助監督としての内定を得る。
- 1956年
  - 1月 - 『太陽の季節』により第34回芥川賞を当時史上最年少で受賞、ベストセラーとなる。一橋大学法学部を卒業。東宝に入社するもまもなく退社し、嘱託となる。『太陽の季節』が日活で映画化され、弟・裕次郎が日活俳優としてデビューする。また自らも映画初出演を果たし、「太陽族」、「慎太郎刈り」が流行する。
映画『太陽の季節』が公開された際、登場人物が強姦・不純異性交遊などを行う反社会的内容から映画を見た青少年への影響が取りざたされ、映画倫理委員会（通称、映倫）が作られる契機となった[113]。
- 1957年
  - 4月19日 - 長男・伸晃が誕生。
- 1958年
  - - 東宝で映画『若い獣』の監督を務める。また、大江健三郎、江藤淳、谷川俊太郎、寺山修司、浅利慶太、永六輔、黛敏郎、福田善之ら若手文化人らと「若い日本の会」を結成し、60年安保に反対。
- 1960年
  - - 隊長として、南米横断1万キロ・ラリーにラビットスクーターで参加[114]。
- 1962年
  - 1月15日 - 二男・良純が誕生。
- 1963年
  - 3月 - 『狼生きろ豚は死ね・幻影の城』を新潮社より出版。
- 1964年
  - 6月19日 - 三男・宏高が誕生。
- 1966年
  - 8月22日 - 四男・延啓が誕生。
- 1967年
  - - 読売新聞社の依頼で、ベトナム戦争を取材。
- 1968年
  - 7月 - 第8回参議院議員通常選挙で初当選。
- 1969年
  - 11月 - 『スパルタ教育』を光文社より出版。
- 1970年
  - 書き下ろし長編『化石の森』を発表。第21回芸術選奨文部大臣賞を受賞。
- 1972年
  - 11月25日 - 参議院議員を辞職。
  - 12月10日 - 衆議院選挙に旧東京2区から無所属で立候補して当選。後に自民党に復党。
- 1973年（昭和48年）
  - 7月 - 「青嵐会」を結成。
- 1975年（昭和50年）
  - 3月18日 - 衆議院議員を辞職。
  - 4月13日 - 東京都知事選挙に自民党推薦で立候補。233万票を得票するも落選。
- 1976年（昭和51年）
  - 12月5日- 衆院選で国政に復帰。同月24日発足の福田赳夫内閣で環境庁長官に就任。
- 1981年（昭和56年）
  - - 弟・裕次郎が倒れた際に小笠原諸島から海上自衛隊飛行艇を呼び寄せて帰京し、公私混同として問題になる。燃料代は160万円かかっていた。
- 1983年
  - - 自由民主党の派閥、自由革新同友会を継いで代表就任、後に清和会へ合流。黒シール事件で社会的非難を浴びる。
- 1987年
  - 7月17日 - 弟・裕次郎が肝細胞がんで死去（52歳）。
  - 11月6日 - 竹下内閣で運輸大臣に就任。
- 1989年
  - 8月8日 - 自民党総裁選挙に出馬、海部俊樹に敗れる。
  - 『「NO」と言える日本』を盛田昭夫と共著で出版。
- 1995年
  - 4月14日 - 議員辞職。
- 1996年
  - 7月 - 弟・裕次郎をテーマに『弟』を発表。数か月後ミリオンセラーとなる。
- 1999年
  - 4月11日 - 1999年東京都知事選挙に立候補。立候補表明の記者会見での第一声の、「石原裕次郎の兄でございます」という挨拶が話題を呼ぶ。鳩山邦夫、舛添要一、明石康、柿澤弘治ら有力候補がひしめく中、166万票を得票して当選。当選後の会見では「都庁で会おうぜ」という発言が話題を呼ぶ[115]。
- 2003年
  - 4月13日 - 2003年東京都知事選挙に立候補。308万票（得票率史上最高）を獲得し、樋口恵子、若林義春らを破り再選。
- 2004年
  - 11月17日 - 21日 - 『弟』テレビドラマ化。
- 2007年
  - 4月8日 - 2007年東京都知事選挙に立候補。投票の過半数に当たる281万票を獲得し、浅野史郎、吉田万三、黒川紀章らを破り3選。選対本部長は佐々淳行が担った[116]。
- 2010年
  - 4月10日 たちあがれ日本の応援団長に就任する。
- 2011年
  - 4月10日 - 一時は3期目での退任を考慮した中で、2011年東京都知事選挙に出馬を決断して、立候補する。東国原英夫、小池晃らを破り、2,615,120票を獲得して四選（得票率は43.4%）。
- 2012年
  - 10月25日 - 15時から都庁にて緊急記者会見を行い「本日をもって（東京都知事を）辞任し、新党を結成する」と表明[117][118]。会見後に都議会議長に辞表を提出した[118]。
  - 10月31日 - 午後から開催された臨時会で、都知事辞職が同意される[119]。
  - 11月13日 - たちあがれ日本を改称する形で太陽の党を結党。共同代表に就任する[120]。
  - 11月17日 - 太陽の党が日本維新の会に合流。代表に就任[121]。
  - 12月16日 - 第46回衆議院議員総選挙に比例東京ブロックで当選[122]。衆議院議員として、17年ぶりに国政に復帰。
- 2014年
  - 8月1日 - 日本維新の会から分党した新党次世代の党を設立し最高顧問に就任。
  - 12月14日 - 体力不安もあり第47回衆議院議員総選挙前の引退を示唆するが、党員に引き止められ比例単独での立候補を決断し落選。比例順位は石原の希望により最下位に当たる9位だった[79]。
  - 12月16日 - 政界引退を表明[80]。
- 2015年
  - 4月29日 - 春の叙勲で旭日大綬章受章[81]。
- 2017年
  - 3月20日 - 豊洲市場移転問題に関して都議会百条委員会にて証人喚問を受ける（#政界引退後を参照）。
- 2022年
  - 2月1日 - 死去。戒名は「海陽院文政慎栄居士」。同日付をもって正三位に叙された。

## 選挙歴
| 当落 | 選挙                    | 執行日         | 年齢 | 選挙区    | 政党         | 得票数      | 得票率 | 定数 | 得票順位 /候補者数 | 政党内比例順位 /政党当選者数 |
| ---- | ----------------------- | -------------- | ---- | --------- | ------------ | ----------- | ------ | ---- | ------------------ | ---------------------------- |
| 当   | 第8回参議院議員通常選挙 | 1968年07月07日 | 35   | 全国区    | 自由民主党   | 301万2552票 | 6.99%  | 51   | 1/93               | /21                          |
| 当   | 第33回衆議院議員総選挙  | 1972年12月10日 | 40   | 旧東京2区 | 無所属       | 11万8671票  | 22.3%  | 5    | 1/9                | /                            |
| 落   | 1975年東京都知事選挙    | 1975年4月13日  | 42   | ――        | 無所属       | 233万6359票 | 43.87% | 1    | 2/16               | /                            |
| 当   | 第34回衆議院議員総選挙  | 1976年12月05日 | 44   | 旧東京2区 | 自由民主党   | 11万1112票  | 21.9%  | 5    | 1/10               | /                            |
| 当   | 第35回衆議院議員総選挙  | 1979年10月07日 | 47   | 旧東京2区 | 自由民主党   | 7万1238票   | 17.3%  | 5    | 3/10               | /                            |
| 当   | 第36回衆議院議員総選挙  | 1980年06月22日 | 47   | 旧東京2区 | 自由民主党   | 16万2780票  | 32.8%  | 5    | 1/6                | /                            |
| 当   | 第37回衆議院議員総選挙  | 1983年12月18日 | 51   | 旧東京2区 | 自由民主党   | 9万6386票   | 21.0%  | 5    | 1/9                | /                            |
| 当   | 第38回衆議院議員総選挙  | 1986年07月06日 | 53   | 旧東京2区 | 自由民主党   | 10万1240票  | 20.9%  | 5    | 1/6                | /                            |
| 当   | 第39回衆議院議員総選挙  | 1990年02月18日 | 57   | 旧東京2区 | 自由民主党   | 11万9743票  | 22.6%  | 5    | 1/11               | /                            |
| 当   | 第40回衆議院議員総選挙  | 1993年07月18日 | 60   | 旧東京2区 | 自由民主党   | 9万2259票   | 19.0%  | 5    | 1/10               | /                            |
| 当   | 1999年東京都知事選挙    | 1999年4月11日  | 66   | ――        | 無所属       | 166万4558票 | 30.47% | 1    | 1/19               | /                            |
| 当   | 2003年東京都知事選挙    | 2003年4月13日  | 70   | ――        | 無所属       | 308万7190票 | 70.21% | 1    | 1/5                | /                            |
| 当   | 2007年東京都知事選挙    | 2007年4月8日   | 74   | ――        | 無所属       | 281万1486票 | 51.06% | 1    | 1/14               | /                            |
| 当   | 2011年東京都知事選挙    | 2011年4月10日  | 78   | ――        | 無所属       | 261万5120票 | 43.40% | 1    | 1/11               | /                            |
| 当   | 第46回衆議院議員総選挙  | 2012年12月16日 | 80   | 比例東京  | 日本維新の会 |             |        | 17   | /                  | 1/3                          |
| 落   | 第47回衆議院議員総選挙  | 2014年12月14日 | 82   | 比例東京  | 次世代の党   |             |        | 17   | /                  | 9/0                          |

## 政治姿勢・発言
政治的には、歯に衣着せぬ発言が支持を得る一方、政治問題化されてしまうケースもある。批判に対しては安易な謝罪や訂正を拒否し、臆することなく堂々と反論を表明するという強気のスタンスを貫き、失言によって辞職に追い込まれたことは一度もなかった。原田実は、石原の著作にみられる主張と実際の政治的主張を言行不一致・朝令暮改とし、思うに石原はその時その時に応じて世間が求める「石原」というキャラを演じ続けているのだろう、その巧みさゆえに都知事の座を守り抜けたとしている。

### 尖閣・島嶼について
沖ノ鳥島に視察上陸し、シマアジの稚魚を放流するなど、島嶼防衛・尖閣防衛について度々言及している。
尖閣諸島について、江藤淳との共著（1991年）において次のように記している。「尖閣列島周辺の海底に油田があるという話が持ち上がって以来、次々と妙なことが起こった。返還前のことですが、米国の石油メジャー会社が、時の佐藤首相に、外相がらみで自分たちによる試掘を持ちかけてきた。佐藤首相は自国日本のことだからといってそれを退けた。すると彼らは、同じ話を台湾と北京に持ち込み、『あの島々は本来なら中国の領土の筈だ』とそそのかした」。
2009年、石原は、日中科学技術文化センター会報に掲載された対談にて、尖閣について日本の主権を棚上げにした上で共同開発すべきとの見解を示した。
2010年、5月27日の全国知事会には、米国が尖閣防衛に消極的である例を示した上で「日本の領土を守らないなら、何のため沖縄に膨大な基地を構えるのか。抑止力を現政府がアメリカに問いたださない限り、訓練分散を論じる足場がない」と、当時の日本国政府を糾弾した。関連して同会合に出席していた、当時首相だった鳩山由紀夫に対し「総理は外国人参政権の問題で、『日本列島は日本人のためだけのものではない』と述べたが衝撃だ」と発言し、それら石原の問いに対し、鳩山は「日中の間で衝突があったとき、アメリカは日米安保条約の立場で行動する。しかし（尖閣諸島の）帰属問題は日中当事者同士で議論して結論を出す、と私は理解をしている」との見解を示したため報道陣に、「日中間で尖閣諸島の帰属を協議しようって、こんな馬鹿を云う総理大臣いるのか？正式に（米国から）返還されたんだ。馬鹿な会合だよ。ナンセンス！」と怒りを露わにしている。
尖閣諸島の魚釣島に「日本青年社」が本格的な灯台を造ったことに対し、謝辞を述べている。2010年11月に起きた尖閣沖での中国漁船衝突事件ビデオ流出後の記者会見では「なんで政府が発表しないのか。国民の目に実態を見てもらいたいと思って、流出した。結構なことじゃないか」と述べ、海上保安官一色正春のビデオ映像流出行為を肯定した。
2012年4月には、東京都による尖閣諸島購入計画を発表したが、9月11日に野田政権は、魚釣島、北小島、南小島の3島を海上保安庁に20億5千万円で埼玉県在住の地権者から買取らせ、所有権移転登記を完了し、尖閣諸島を国有化した。この尖閣諸島国有化は、東京都による購入計画（実効支配強化のために島に様々な施設を作る）を阻止し、日本の実効支配強化が進むことへの中国の反発を抑えることを目的として行われたが、中華民国総統であった李登輝は「経済力を背景に、ベトナムから西沙諸島を奪い、南沙諸島でフィリピンが領有していた地域に手を出し、そして日本領土である尖閣諸島の領海、領空侵犯を繰り返す中国は、札束の力で威張り散らす浅ましい『成金』の姿そのものである。野田前首相の時代に尖閣諸島は国有化されたが、あのような手続きを行ったところで、どれほどの効果があるのか。国が買わないなら都で買う、と表明した石原慎太郎前都知事にしても、彼の個人的な意気を示すだけの話であったように思う。もともと尖閣諸島は日本国民の領土なのだから、日本政府は手続き論に終始せず、中国が手を出してくるなら戦う、ぐらいの覚悟を示す必要がある」と批判している。

### 日本国憲法について
自主憲法制定論を持論としている。現在の日本国憲法は、勝者が敗者を統治するための占領基本法で、戦勝国が押し付けた占領憲法であるとして、議会で現行憲法の廃棄決議をした上で自主憲法を制定すべきとしている。
天皇を日本国の元首と表現し、憲法に天皇を元首と明記すべきとの見解である。2002年12月11日の東京都議会で日本国憲法について「改憲手続きなんていう面倒なことはせず、衆議院で破棄決議をすればいい」と発言した。インタビューでも、目標を「日本国憲法を変えること」と明言している。

### 軍事について

#### 自主防衛推進
「三木武夫が作った武器輸出三原則や防衛費1%枠などの政策は変えるべきだ」とする、核武装・自主国防確立論者である。
1971年7月19日付の朝日新聞で「（核兵器が）なけりゃ、日本の外交はいよいよ貧弱なものになってね。発言権はなくなる」「だから、一発だけ持ってたっていい。日本人が何するかわからんという不安感があれば、世界は日本のいい分をきくと思いますよ」との発言が紹介された。2011年6月20日の記者会見では、「日本は核（兵器）を持たなきゃだめですよ。持たない限り一人前には絶対扱われない」「日本が生きていく道は軍事政権を作ること。そうでなければどこかの属国になる。徴兵制もやったらいい」と発言した。2011年8月5日にも記者会見で、また2013年4月5日にも朝日新聞とのインタビューで「日本は強力な軍事国家にならなかったら絶対に存在感を失う」と主張している。

### 靖国神社参拝
毎年、8月15日に靖国神社に参拝していた。衆議院議員当選・都知事就任以後も、日本維新の会共同代表就任・国政復帰以後も参拝していた。
2013年の8月15日にも日本維新の会共同代表として参拝していた。

### 佐野眞一について
佐野眞一が大阪市長橋下徹の出自をめぐる週刊朝日の連載記事で問題となった際に「橋下さんにも子供がおり、その子供にまで影響する。文筆を借りて、他人の家族までおとしめるという物書きは許せない」「同和や被差別部落の問題について強い偏見を持っている」「私も被害者の一人。父親の本籍地に出かけ、石原一族は同和、部落ではないか、と誘導尋問をしていたと報告があり、あきれた」「出自や親族の職業をあげつらい、それがDNAとして受け継がれて危険だというのは、中傷誹謗の域を出ない卑劣な作業だ」と述べている。

### 慰安婦について
日本の慰安婦問題について、「日本人が彼女たちを強制連行した証拠はない。生活が苦しい時期、女性が売春をすることは金をもうけるための仕事のひとつだった。彼女たちは自らこの仕事を選んだ」と発言した。また野村秋介について「通夜の席で“なぜ朝日新聞社に乗り込んだ時に相手（時の社長中江利忠）と刺し違えなかった”と言ってやった」、「彼は朝日新聞に対して、命がけで決着をつけるべきだったのです。そうすれば、彼らはもう少しまともな会社になっていたのではないか。朝日が国を売った慰安婦報道をひっくり返した今、なおさらそう思います」、河野一郎邸焼き討ち事件を引いて「野村はそれで12年間、刑務所に入りました。もちろん放火という行為は推奨できないが、命懸けだった。少なくとも昔の言論人は命懸け、最近、そういう志の高い右翼はまったくいなくなりました。今（2014年）は、朝日が何をしようと安穏と過ごせる、結局うやむやにして過ごせる時代です」と発言した。

### 諸外国に対する見解

#### 国際連合
国際連合に対して、「国際連合憲章の精神って何ですか。金科玉条なんですか。国連てそんなに大したものなんですか。神様みたいな存在ですか。冗談じゃないですよ」「今ごろ国連憲章なんて、まともに信じている馬鹿いませんよ」。

#### 中華民国・台湾
中国共産党の一党独裁国家である中華人民共和国への批判的な姿勢（詳細は下記を参照）とは対照的に、同国と対立関係にある議会制民主主義国家である台湾（中華民国）に対しては、日本と台湾の断交に政界で最も激しく反発していた青嵐会の事実上の創設者である代表的な親台派のため、非常に友好的な姿勢を取っている事で知られている（ただし、親華派だったため、民主化まで中国国民党が戒厳を布告していた独裁政権だった史実には沈黙）。都知事初の訪台を成し遂げ、数回に渡り同国への渡航を行う他、各種行事に参加し、自ら提唱したアジア大都市ネットワーク21にも北京と同時に台北を加盟させた。なお、2008年中華民国総統選挙において国民党の馬英九は、台北市長時代の風俗街の取り締まりの厳しさや、パフォーマンス的な言動から「台湾の石原慎太郎」と民主進歩党支持者から揶揄された。

#### 中華人民共和国
2005年の中国における反日活動では「民度が低い」と非難し、中華人民共和国を「支那」と呼んでいるが、本人は「蔑称ではなく、尊敬して昔の呼び名で呼んでいる」「中国の人が屈辱に感じていることを知らなかった」と主張している。北京オリンピックについて「ヒトラーの非常に政治的なベルリンオリンピックに、ある意味似ているような気がする」と発言した。その親台反中姿勢が東京でのオリンピック開催の実現を困難にする（中華人民共和国は、ODAを元にアジアやアフリカの一部の発展途上国に影響力を持つ）という指摘もあったが、2016年夏季五輪招致に北京市の協力を要請し、中華人民共和国の招待に応じて当時の福田康夫首相とともに2008年北京オリンピックの開会式には出席した。当時は反日的なネット世論を弾圧していた胡錦濤政権ということもあり、この招待を「大国の度量を見せるもの」として中国のネット世論も支持した。感想として「13億の人口のすごさってのはね、ひしひしと感じましたね」「一番感じたのはね、ボランティアの大学生ですね、みんな。とってもね、いいね。アメリカのボディーチェックするような空港の役人なんかと違ってね、本当に横柄で何様だっていう感じだけど、（大学生は）とっても親切で礼儀正しくてね」「やっぱり、それはね、いろいろ（政治）体制に対する批判はあるでしょうけど、私もいろいろ異論はあるけども、国家社会の前途にね、あの世代の若者が明らかに日本の大学生と違って期待を持っているということに、青春の生き甲斐を感じているということは、聞いてみてもうらやましく感じましたね」「（中国の若者と比較して）日本の若者はある意味でかわいそうだな。青春にある者としてアイデンティティーがないから。やっぱり『2ちゃんねる』の書き込みとかそんなもんで本当のコミュニケーションができるもんじゃないし。全部現実から逃避しているし」さらには「日本と中国が組めば技術でヨーロッパと対抗できるんだからいろいろやりましょう」とまで述べた。これを中国メディアは「右翼の発言と思い難い中国の代弁者のようだ」と取り上げた。2009年（平成21年）9月には「東京都と北京市の技術交流・技術協力に関わる合意書」が結ばれ、12月に北京副市長・黄衛が訪日の際に石原は「東京の技術は進んでおり、見たいものは全部見ていってください」と述べて黄副市長は「これからも交流を活発にしていきたい」と応じた。
日中間の領土問題において、東京都の沖ノ鳥島は岩である旨主張し続ける中国共産党政府の態度、また事前通知無しで調査船を派遣していることに対し反発している。そのため、都知事の立場から「日本の経済水域であることを実証する」として、沖ノ鳥島に上陸して日章旗を掲げるなどのパフォーマンスを行っている。
在日中国人による犯罪について「民族的DNAを表示するような犯罪が蔓延することでやがて日本社会全体の資質が変えられていく恐れが無しとはしまい」と発言した。2008年1月、中華人民共和国から輸入された冷凍餃子に毒が混入していた事件（毒入り餃子事件）に関して「独裁統制国家なんだから、しっかりしてもらわないと困りますな」と、中華人民共和国当局を批判した。2月には「中国の領土拡張姿勢に日本が賢明に対処しなければ、五星紅旗の"六番目の星"になるだろう」と発言している。
2010年、石原は「反中国ではなく、反中国の共産主義」「僕は中国の歴史や文化が好きだ。しかし、中国の共産主義が嫌い」「中国は反対しないが、共産党支配下にある中国は、日本にとって脅威となる」などと述べた。共産党や共産主義を中国とは分けて考えている石原氏の論点は素晴らしいと、ラジオ自由アジア (RFA) は四川省作家・冉雲飛の言葉を引用して評価した。都知事辞任会見では共産主義は嫌いと前置きしつつ学生時代に読んだ毛沢東の矛盾論は「正にその通りだと思う」として日本の抱える矛盾の解決を訴えた。後の橋下徹との対談でも「僕は共産主義は嫌いだが、毛沢東の矛盾論は称賛してる」と述べた。また、インタビューで、人間にとって「自由」が最も大事と述べた。そのため、自由のない独裁国家は嫌いで、戦時中の日本も嫌いだと語った。また、アメリカと中国の高圧的な態度に嫌悪感を抱いていることを表明し、尖閣諸島問題で中国が5回にわたって日本の駐在大使を呼びつけることは、日本に対する侮辱行為だと批判した。2013年に石原が脳梗塞で入院した際、掲示板では“ハッピーニュース”として喜ぶ声が殺到した一方で「石原氏はかなりの中国通で、中国政府は嫌いだが中国文化は好きだと言っている。中国に対する理解は並みの中国人以上だし、多芸多才な民族主義者だよ」と一定の評価をするコメントも見られた。
2014年6月22日、日本維新の会解党を正式決定した同党臨時党大会にテレビ中継で参加した際には、「日本という国家は下手をすると隣の中国の属国になりかねない危機的な状況にあり、これを防ぐために私たちは行動してきた」と発言、憲法改正や集団的自衛権行使容認などの政策が対中国戦略である旨を明言した。

#### 北朝鮮
北朝鮮による日本人拉致問題が公になって以降は強硬な姿勢を貫いている。Webキャスターの草薙厚子によれば、1998年（平成10年）に「朝鮮民主主義人民共和国がノドン何号かを京都へ撃ち込んでくれれば、この社会もちっとはピリッとするんだろうけどね」との発言を行ったという。2002年には『ニューズウィーク』のインタビューに応じ、映画『風とライオン』の内容（モロッコのリフ族に拉致されたアメリカ人教師をセオドア・ルーズベルト大統領が軍艦を送って取り戻したエピソード）について語り、「国家の国民に対する責任を示している」「私が総理であったら、北朝鮮と戦争してでも（拉致被害者を）取り戻す」「アメリカがそれに協力しないとしたら、日米安保条約は意味がなくなる」と述べている。2009年には、北朝鮮による拉致被害者を救出する知事の会を泉田裕彦新潟県知事や上田清司埼玉県知事らと共に設立し、会長に就任。47都道府県の知事のうち達増拓也岩手県知事ただ一人が参加しなかったため、会見では「民主党代表の小沢一郎さんの出身地である岩手の知事を除いて……何でかは知りませんよ私は」と皮肉った（後に達増知事は一転、参加を表明）。また会見で、北朝鮮は中国に併合されたほうが良いと発言した。これに対して韓国の政治家や北朝鮮政府は反発を見せた。

#### 在日朝鮮人の代表なる男たちから脅迫を受ける
石原の自宅に突然押しかけてきた在日朝鮮人から、「息子を殺す」と脅迫を受けたことがある。政治家になってから、テレビ発言が元になり、石原の自宅に在日北朝鮮人の代表なる男たちが突然押しかけてきて、「お前が謝らなければ、そこにいる息子を殺してやるから覚悟しろ」と「テレビでの発言が元になって思いがけぬ脅迫に遭った」と自著で述べている。脅迫の元になったテレビ発言は、北朝鮮が実質的に国家・政府と一体である朝鮮労働党の規約に、「日本軍国主義」を打倒するなどといった大時代的な文言を掲げ、なおかつ中共とも手を組んだ執拗な日本攻撃を繰り返していたとして「こうした国との友好はその限りで不可能だし、彼らが日本に何かを望むならばまず、すみやかに日本を敵国視することをいわば国是としているような異常な状態を改めるべきだ」といったものだったという。

#### 朝鮮総連施設・朝鮮学校への対応
朝鮮総連施設
在日本朝鮮人総聯合会施設は、1972年（昭和47年）に当時の都知事だった美濃部亮吉が「外交機関に準ずる機関」として認定して以来、多くの自治体が朝鮮総聯の施設を事実上の外交機関や公共施設に準ずるものとみなして、固定資産税や不動産取得税の減免措置を行ってきた。査証や旅券発行代理業務を行うなど、朝鮮民主主義人民共和国の窓口機能があったため、「外交機関に準ずる機関」または「公民館的施設」という名目の下に課税減免措置がとられていたが、2002年（平成14年）9月の小泉純一郎首相（当時）訪朝で北朝鮮が拉致問題への関与を認めたことを境に、国内の北朝鮮関連組織や施設への優遇措置が見直されるようになった。
2003年（平成15年）、東京都は、朝鮮総連の関連施設について「所有者の大半が関連企業（朝鮮総連が法人ではないため）であったり、外交とは無関係なものがある」などとして方針を変更、これらの一部について固定資産税を課すこととした。他の自治体にもこれに追随して固定資産税の減免を解除する動きがあったが、この時点では従来通り減免措置を継続する自治体が多かった。
こうした措置に対して朝鮮総連や北野弘久など一部の法学者は反発し、行政訴訟や民事訴訟で争われた。東京都にある朝鮮総連中央本部の不動産への固定資産税などの課税処分をめぐり、登記上の不動産所有者である合資会社「朝鮮中央会館管理会」が、東京都に課税処分取り消しなどを求めた民事訴訟では一審、二審とも請求を棄却。2009年8月12日、最高裁も上告を退け総連側の敗訴が確定した。
この固定資産税などの減免措置を巡っては、「北朝鮮に拉致された日本人を救出する熊本の会」の加納良寛会長が熊本市長を相手取り、朝鮮総連施設への課税減免措置の無効確認を求めた訴訟を起こした。2005年（平成17年）4月21日、熊本地方裁判所（永松健幹裁判長）は「公益性を備えた公民館類似施設と評価でき、減免に違法性はない」熊本市の主張をほぼ全面的に認め、原告の訴えを退けた。これを不服として原告側は控訴し、2006年（平成18年）2月2日に福岡高等裁判所（中山弘幸裁判長）が、「朝鮮総聯の活動に公益性はなく税の減免措置は違法である」とする判決を出した。熊本市長はこれを不服として上告したが、2007年（平成19年）11月30日最高裁判所第二小法廷（中川了滋裁判長）は、熊本市長の上告を棄却し減免措置は違法とした高裁判決が確定した。
この最高裁判決により朝鮮総連施設に対する税減免措置の見直しは急速に進んだ。2013年（平成25年）現在、朝鮮総聯関連施設があるとみられる自治体が全国で128。通常課税の自治体が114。全額免除の自治体は0。一部減免の自治体が10。施設なしと回答した自治体が4である（在日本朝鮮人総聯合会#課税減免措置特権撤廃の流れ）。
朝鮮学校
朝鮮学校に対しては、学校運営や教育内容などについて調査をし、2012年の東京都の予算から朝鮮学校への補助金を除外し停止した。石原は、「反日教育をしてわれわれの同胞を拉致する手助けをしていた、そういう組織がそれに連脈のある教育をこれからもするなら、援助するいわれはない」と明言していた。2012年当時、東京都議会議員で尖閣諸島を守る為に行動する議員連盟」）の会長でもあった 野田数は「私は以前に都議会で、拉致問題が解決していないのだから朝鮮学校への補助金は凍結すべきと主張しました。その際も自民党から妨害を受けました」と証言している。

#### アメリカ
日米安保に反対する「若い日本の会」に大江健三郎、江藤淳らと共に参加し、反安保集会に日活俳優を総動員するよう指示するなどした。政治家となって以降は、日米安保を安全保障上容認するものの、日米安保破棄について時折触れている。日米両国で話題を呼びベストセラーとなった『「NO」と言える日本』を出版するなど、常に第二次世界大戦以降のアメリカの覇権主義的な態度には疑問を呈し続けている。1980年代のジャパンバッシングの際には「何の努力もせずに文句だけつけて来る」として批判した。
都知事としてアメリカ政府に横田基地を求め続け、石原の要求は2005年に見通しがついた2006年10月27日の横田空域の航空交通管制権の一部返還日米合意により部分的に実現する。2007年5月17日、ニューヨークを訪問中に講演会で日米安保条約について触れ、「台湾や尖閣諸島での有事の際に、米国が日本の防衛にどれだけ責任を持つかは極めて疑問だ」「米国が日本を守らないのなら、自分で何とかする。それは、米国が懸念する核保有につながるかもしれない」と核武装を示唆した。
トヨタ自動車の大規模リコール (2009年-2010年)が起こった時には「アメリカのメンタリティとして自分たちの作り出した自動車を日本に抜かれた、腹立たしい気分はあるだろうね。これがフォードやGMの問題だったら、ちょっとこんな騒ぎにはならなかった気がするけどね。アメリカはそういうところはしたたか、ずるいんですよ」と発言した。

#### TPP反対
2011年（平成23年）10月28日の記者会見で、TPPについて「あんなものはアメリカの策略で、みんなもうちょっと頭を冷やして考えたほうがいい」「国民皆保険や日本の寿命の高度化はおそらく基本的にぐらついてくる」と主張、TPP参加反対の姿勢を示した。

#### 南アフリカ共和国
1984年（昭和59年）6月に結成された日本南ア友好議員連盟の副長であった。同議連には40人が参加し、南アフリカ共和国で実施されていたアパルトヘイト政策に対する国際的非難が強まっていた状況下で、レアメタルなどの希少金属の確保を目的とした活動を行っていた。

南アフリカ共和国のアパルトヘイト政策に対して「アメリカでは黒人を使って能率が落ちている。黒人に一人一票やっても南アの行く先が混乱するだけだ、独立してもやっていけない」と発言したことを岩垂寿喜男に言及されている。

#### 外国人参政権
民主党や公明党などが成立を目指す外国人地方参政権については「危ない試み」「発想そのものがおかしい」「絶対反対」「日本に永住する方なら日本の国籍取ったらいい、問題起こしてないんだったら」など、反対意見をはっきり述べている。2010年（平成22年）3月3日、都議会で、永住外国人に対する地方参政権付与問題について見解を問われ、「絶対反対だ」と答弁、外国人参政権について改めて反対の意思表示をした。

### 話題・問題になった発言など
石原発言捏造テロップ事件
2003年（平成15年）11月2日、TBS『サンデーモーニング』が「日韓併合を100%正当化するつもりはない」という石原が述べた発言の語尾を編集して「日韓併合を100%正当化するつもりだ」とテロップ入りで事実とは異なる放送をした。石原側はこの放送内容に抗議を行ったものの、TBSから誠意ある回答が得られないとして刑事告訴した。その結果、名誉棄損容疑で TBSの社員ら4人が東京地検に書類送検されたが、東京地検は証拠不十分による不起訴処分とした。TBSは「ミス」として、番組で謝罪した。
在日外国人・諸文化
在日韓国・朝鮮人らの日本の外国人および外国文化に関する発言が政治問題化することがあるが、一方、賛同意見もある。2000年（平成12年）4月9日の陸自記念式典において「不法入国した多くの三国人、外国人が凶悪な犯罪を繰り返しており、大きな災害が起きた時には騒擾（そうじょう）すら想定される」と発言し、三国人という言葉が取り上げられ問題とされた。石原は自身のウェブサイトでこの発言について、単に外国人犯罪について言及した発言であり朝日新聞や特定組織に三国人という語の差別性だけを拡大解釈された、との考えを示している。また「謝罪の必要はない」とも述べた。2001年（平成13年）5月には、中国人犯罪について「民族的DNAを表示するような犯罪が蔓延することでやがて日本社会全体の資質が変えられていく恐れが無しとはしまい」と主張した。2004年（平成16年）10月、都庁内であった首都大学東京の支援組織設立総会でフランス文学が好きでフランス語を勉強したと述べた上で「フランス語は数を勘定できない言葉だから国際語として失格しているのも、むべなるかなという気がする」「都立大はフランス語の講師が8人いて、受講者は1人もいない」との主旨の発言をした。これに対し東京都立大学人文学部フランス文学専攻教員らが「石原東京都知事に発言の撤回を求める」と声明を発表した。後にフランス語教育関係者らによる訴訟に発展した。韓国人については「韓国に対する差別意識はない。私がもっとも尊敬する政治家は朴正煕大統領だ」との認識をインタビューで語っている。また帰化人の金田正一や在日コリアンのつかこうへいとも親交がある。また思想的に正反対でありながらも柳美里を作家として評価する発言をした事もある。一方、オリンピックの福岡誘致を応援した姜尚中について「怪しげな外国人が出てきてね。生意気だ、あいつは」と発言した。
日本人
「日本人には携帯電話を使って売春する子供が、小学生でもざらにいる。300万円、1000万円も貯めて、それを駅のコインロッカーに隠している。こんな風俗は他の国にはまずない」と主張している。石原はその主張の根拠として読売新聞社会部が著した書籍『親は知らない―ネットの闇に吸い込まれる子どもたち』（2010年11月）を挙げている。
東日本大震災について
2007年（平成19年）4月8日の都知事選の当選確定直後、会見で「阪神大震災では首長の判断が遅くて2000人が死んだ」と発言。震災当時の兵庫県知事・貝原俊民が「見当違い」と反論した。反論を受けた石原は4月27日の定例会見で、「ちょっと数字は違ったかもしれない」「佐々さんの受け売りなので、彼に聞いてほしい」と発言。2011年（平成23年）3月14日には、東日本大震災により日本の東北地方で広範囲が津波の被害を受けたことに関して、「被災者の方々はかわいそう」としながらも、「アメリカのアイデンティティーは自由。フランスは自由と博愛と平等。日本はそんなものはない。日本人のアイデンティティーは我欲。物欲、金銭欲。この津波をうまく利用して我欲を1回洗い落とす必要がある。やっぱり天罰だと思う」とコメントした。同日、記者会見で「天罰」発言について「意味がどうあれ、被災された方にとっては非常に不謹慎な発言だと思いますが、撤回されるお考えはありませんでしょうか」と追及されると、「『被災された人は非常に耳障りな言葉に聞こえるかもしれないが』と言葉を添えた」と釈明して撤回をしなかったが、実際にはそのような言葉は添えていなかった。この発言に対し、津波被害を受けた宮城県の村井嘉浩知事が不快感を示したほか、長渕剛も、自身のラジオ番組『長渕剛 RUN FOR TOMORROW 〜明日に向かって〜』で「ふざけるな石原。東北の人たちが何をした」と非難。果てはメールや電話による批判が東京都庁に多数殺到したため、石原は翌3月15日の会見で「天罰」発言を撤回して謝罪をするに至った。この石原の「天罰」発言は、日本だけでなく韓国でも大きく取り上げられた。韓国メディアは、「日本の韓国併合は韓国人が望んだことだ」とする石原の過去の発言にも触れつつ、「韓国人が望んで日本人が韓国を併合したとの妄言で悪名高い石原知事が今度は自国民に大きな傷を負わせた」「石原知事が自国民にまで毒舌」などと批判的な報道を繰り広げた。さらに、石原が折しも自らの4期目当選を狙って都知事選への出馬表明をした直後に「天罰」発言を行ったことについて、韓国メディアは「苦しみや悲しみに耐えながら頑張っている国民に慰めるどころか大きな傷を与えた石原知事に対し、東京の有権者が（今回の都知事選で）どのような判断を下すのか注目される」とコメントしている。また、三宅久之が支持をする一方、桂ざこばからは「共感できない」と苦言、泉谷しげるなどは激怒しながら批判をした。
原子力発電所事故について
石原は自らを「原発推進論者」であると公言している。東京都知事に就任した翌年の2000年（平成12年）4月26日、東京国際フォーラムで開かれた日本原子力産業会議の第33回年次大会の場において、石原は「完璧な管理技術を前提とすれば、東京湾に原子力発電所（原発）を造っても良いと思っている」などと発言していた。ただし、石原の構想は、東京都の電力依存を軽減するために、（津波や巨大地震をやり過ごせる）フローティングシステムの上に、東芝製の4S炉のような5万キロワットクラスの超小型原発を必要数東京湾に浮かばせるという具体的なものであった。その後、2011年（平成23年）3月11日に発生した東北地方太平洋沖地震の影響で福島第一原子力発電所が爆発事故を起こし、大規模な放射能汚染が福島県のみならず東京都民の生活にも深刻な悪影響を及ぼしている状況の中で、石原は同年3月25日に福島県災害対策本部を訪問した際、報道陣の前で「私は原発推進論者です、今でも。日本のような資源のない国で原発を欠かしてしまったら経済は立っていかないと思う」などと発言した。2011年東京都知事選挙の頃、東国原英夫・渡邉美樹・小池晃など他の立候補者が原発の危険性を強く指摘し、原発の廃止や見直しを訴えていた中、選挙公約ではないが、石原は自身を原発推進論者だと語っていた。。
首相への発言行呼びかけ
2010年（平成22年）6月19日、札幌市内で開かれたたちあがれ日本の集会で、菅直人内閣総理大臣について、「もし、自衛隊の観閲式の国旗入場で立たなかったら、構わないから殴れ。殴られてもしょうがない」と発言した。
女性専用車両
2012年2月24日の都庁定例記者会見で、記者から「女性専用車両は差別では」との質問に際に、「混雑差はそんなにあるのか」「女性は弱者ではない」「今度俺が女性専用車両乗ってみるが痴漢扱いされたら問題提起する」と、女性専用車両にある数々の問題を厳しく指摘する見解を示された。しかし、その一方で、知事をしていた当時、東京都交通局では都営地下鉄に女性専用車両を設置している。石原慎太郎都知事が記者会見で女性専用車両を問題視 - YouTube
東京中央郵便局建替問題
2009年（平成21年）、当時の総務大臣鳩山邦夫が東京中央郵便局建物の文化財的価値に鑑み、建替えに反対の立場をとっている問題に関して、石原都知事は、計画前後までに文化財的価値を指摘すれば計画自体に大きな変化があったのであり、そのため建物を残すことには無理があり、大きな計画そのものを棄損しかねないとして、建物の一部を保存した現行の建替え案への容認を示し、鳩山総務相に苦言を呈した。併せて都は同日中に建替えを認める都市計画決定であるJPタワー計画を行った。この建て替え工事は2012年5月31日に終了し、2013年3月21日にグランドオープンを迎えた。
賃貸住宅の所有者と賃借人の法的権限
2012年（平成24年）3月に、立川市の都営アパートで住民が孤立死した事件に関し、記者会見で「住んでいる人たちは権利者じゃなく使用者。管理人が合鍵で入って、元気ならああ失礼しました、お元気でって帰ればいいじゃないですか」と、管理者の都住宅供給公社の姿勢を批判した。
「ニート」・フリーター
ニート・フリーターについて、「ニートなんて格好いいように聞こえるけど、みっともない。無気力・無能力な人間のことです」「今、ニートなんて、ふざけたやつがほとんどだよ」「フリーターとかニートとか、何か気のきいた外国語使っているけどね、私にいわせりゃ穀つぶしだ、こんなものは」との見解を示している。田中良都議から、石原が（働いている）フリーターも穀つぶしと非難したことはワーキングプアに対しての無理解であるとの指摘を受け、「私の言葉を勝手に引用されまして歪曲されていますが、私が穀つぶしといったのは、これはフリーターじゃありませんよ。ニートのことはそう申しました。こういう歪曲した引用というのは非常に卑劣だと思います」と反論した。ネットカフェ難民について、2008年10月3日の定例会見では、「山谷に行けば1泊200円、300円で泊まれる宿がいっぱいあるのに、ファッションみたいな形で1泊1500円払いながら『オレは大変だ』なんて言うのはねえ」と述べ、彼らが苦境に陥っているとするのはマスコミの偏向だと主張した。この発言は吉住弘台東区長から猛抗議を受け、1週間後の定例会見で「数字が異なった」と撤回したが、同時に「1500円より安いとこ行ったらいいじゃないですか」とも述べている。年越し派遣村問題については、2009年（平成21年）1月5日、年頭の挨拶において厚生労働省の対応を批判した。
天皇
2006年、「祭司たる天皇」というタイトルのエッセイの中で、天皇について、「天皇こそ、今日の世界に稀有となったプリースト・キング（聖職者王）だと思っている」「天皇は本質的に宗教というよりも、宗教的しきたりも含めて日本の文化の根源的な資質を保証する祭司に他ならない」という見解を示している。そして、神道が日本人の感性の表象であるとし、過去の歴史の中で天皇が政治に様々な形で組み込まれ利用されてきた一面にも触れながら、「それらの時代を通じて天皇に関わる事柄として日本人が一貫して継承してきたものは、神道が表象する日本という風土に培われた日本人の感性に他なるまい。そして天皇がその最大最高の祭司であり保証者であったはずである。私がこの現代に改めて天皇、皇室に期待することは、日本人の感性の祭司としてどうか奥まっていただきたいということだ」と書き綴っている。石原の天皇に対する態度は複雑である。天皇を元首とし、君主としての行為を称えたり、天皇の靖国神社親拝を期待する時もあれば興味が無いと言ったりもする。東日本大震災の発生から少し経った2011年（平成23年）3月30日、天皇に対し皇太子徳仁親王夫妻と秋篠宮夫妻を名代として被災地への見舞いに差し向けることを建言するも、天皇は「東北へは私が自分でいきます」と答えた。のちに天皇は被災した各地を慰問したが、2012年（平成24年）2月に天皇が狭心症と診断されたことから、石原は「私の建言なんぞの前に陛下はとうにご自分で心に決めておられていたのだと思う」としつつも「しかし陛下にじかに、余計だったかも知れぬ建言を申し立てた私としては、陛下が心臓の病で倒れられたと聞いた時密かな自責の念に囚われぬ訳にはいかなかった」と記し、「（東日本大震災一周年追悼式にて）式辞を述べられ退席される陛下に出来れば私は、二階正面から陛下の御健勝を祈って天皇陛下万歳を叫びたかった」「陛下はその身の危うさを顧みることなく見事な君主として、そして見事な男として、その責を果たされたものだと思う」と天皇を称えたり、「神道の祭司である天皇陛下に、国民を代表してぜひぜひ参拝して頂く事をお願いして欲しい」と天皇の靖国神社親拝を切望したり、運輸相だった1989年9月22日の記者会見で「天皇陛下は元首でもあるが、それ以上に、国民のおとうさんみたいなものだ」と述べて、天皇を元首とし憲法に明記すべきとの見解であるが、27歳頃には『文藝春秋』1959年8月号で「天皇が国家の象徴などという言い分は、もう半世紀すれば、彼が現人神だという言い分と同じ程度笑止千万で理の通らぬたわごとだということになる、というより問題にもされなくなる、と僕は信じる」、28歳頃には深沢七郎の小説『風流夢譚』が皇室への不敬とされる描写で物議をかもした折、『週刊文春』1960年12月12日号で「とても面白かった。皇室は無責任きわまるものだったし、日本に何の役にも、立たなかったのだ。そういう、皇室に対するフラストレーション（欲求不満）を、われわれ庶民は持っている。この作品の感覚は、庶民の意識としては、ぜんぜんポピュラーだ、読んでいてショックもなかった」との発言が見られ、文學界の2014年3月号のインタビューで、聞き手の中森明夫から皇室について考えを尋ねられた時には「いや、皇室にはあまり興味ないね」と答え、小学生の時に、皇居の前で父親に「頭下げろ」と小突かれ、「姿も見えないのに遠くからみんなお辞儀する。馬鹿じゃないか、と思ったね」と当時を回想している。月刊ペン 1969年11月号に掲載された三島由紀夫と石原慎太郎の対談内では、三島が戦後のパーソナルな人間天皇制が一番いけないとの見解を述べて天皇の話題を切り出し、それに対し石原は「そうです。昔みたいにちっとも神秘的ではないもの」と応じている。三島は再度、天皇をパーソナルなものにするということは天皇制に対する反逆だとの見解を述べ、石原は「僕もまったくそう思う」と応じ、その後に三島は「石原さんみたいな、つまり非常に無垢ではあるけれども、天皇制廃止論者をつくっちゃった」と述べ、石原は「僕は反対じゃない。幻滅したの」と応じている。その時に、三島は「幻滅論者というのはつまりパーソナルにしちゃったから幻滅したんですよ」と結論づけた。オリンピック誘致活動においては、皇族の協力を求めている。明仁天皇へ皇居のライトアップを奏上したことを公表し、宮内庁に咎められたこともある。これに対して石原は「宮内庁ごときが決める問題ではない」と宮内庁を批判し皇族の協力を要求した。2008年（平成20年）2月には「あそこで装備を見せることで国民の自覚、危機感が出てくる」として弾道ミサイルを地上から迎撃する航空自衛隊の地対空誘導弾ペトリオットPAC-3を皇居前広場で展開すべきとの見解を示している。
日の丸・君が代
毎日新聞（1999年（平成11年）3月13日付）のインタビューにて「日の丸、君が代を学校の行事に強制しますか?」という質問に対し「日の丸は好きだけれど、君が代って歌は嫌いなんだ、個人的には。歌詞だってあれは一種の滅私奉公みたいな内容だ。新しい国歌を作ったらいいじゃないか。好きな方、歌いやいいんだよ」と答えている。一方で、都知事就任後は文部省の決定に則して都立学校の公式行事における君が代の斉唱と国旗掲揚の徹底をし、君が代を起立して斉唱しなかった教師に対し懲戒処分を行った。この処分に対し東京都立学校の教職員173人が、都に処分の取り消しと1人あたり55万円の賠償を求める訴訟を東京地裁に起こしている。文學界の2014年3月号で、中森明夫からインタビューを受けた時に「僕、国歌歌わないもん。国歌を歌うときはね、僕は自分の文句で歌うんです。『わがひのもとは』って歌うの」。そして、こう歌うと周りの人たちが驚いて振り返るのだと明かしている。
靖国
靖国神社には毎年8月15日に参拝し、総理大臣には「もし首相が靖国に行かなければ、この国は芯からガラガラと崩れていく」と参拝を求め、天皇の靖国神社親拝を期待する発言を行い、小谷喜美との対談の中で「日本が行った戦争がすべて侵略だから靖国に参拝するななんていう進歩的文化人の連中はおかしい」と述べている。一方で、A級戦犯の靖国合祀に関しては異議を唱えたこともある。「靖国が日本の興亡のために身を挺して努め戦って亡くなった功ある犠牲者を祭り鎮魂するための場であるなら、彼らを無下に死に追いやった科を受けるべき人間が鎮魂の対象とされるのは面妖な話である」「戦争の明らかな責任者を外して合掌している」と述べている。拳銃が決して致命に至らぬ最小の22口径で自決しようとした東条英機より、潔く自決した大西滝治郎中将や阿南惟幾陸相を靖国へ合祀しないことに異議を唱えた。石原は東条の「戦陣訓」の中の「生きて虜囚の辱めを受けず」なる文言が当時の日本の社会の中でいかに恐ろしい拘束力を持ち、いかに多くの犠牲者を生み出したか、と述べている。
ジェンダー・同性愛
自著の『真実の性教育』（1972年、光文社）は、石原の大ヒットとなった子育て本『スパルタ教育』の後続を当て込んで出された本の一つであるが、「同性愛など、そうした衝動が衝動として異常とは、けっして言いきれない」「それを日々の性愛の生活のなかにいちいち体現するのは、これはアブノーマルかもしれぬ。しかしある程度のものは、じつは性生活、性愛のスパイスのようなもので、適度に用いられれば、性生活、性愛の高揚につながるはずである」といっている。また、自身の書いた小説に同性愛をテーマにした『待伏せ』という1967年に発表された短編が存在する。現在の石原と国家観が異なる豊崎由美と栗原裕一郎は『待伏せ』を「たとえ芥川賞候補作であっても、A評価で推せるくらいの秀作ですよ」と評価し、「コワイ」「ナガイ、ヨル」などと文字を書き合って会話する描写を見た豊崎が「かーわーいーいー！」「セックスよりも濃いっ」とはしゃいだりする一幕もあった。高校教師と生徒との同性愛関係を描いた『バスタオル』（福島次郎著）が1996年（平成8年）、第115回芥川賞候補となった際、石原はこの小説を強く推し、「ここに描かれている高校教師とその生徒との関わりは間違いなく愛であり、しかも哀切である。誰かがこれが男と女の関係ならばただの純愛小説だといっていたが、もしそうとしてもそれがなぜ小説としての瑕瑾となるのか」、「この作品だけが私には官能的なものとして読めた。小説が与える官能こそが小説の原点的な意味に違いない」と賞賛している。ちなみに著者の福島は、三島由紀夫との赤裸々な同性愛関係を綴った「剣と寒紅」の著者でもある。2000年代に入った頃からは2010年（平成22年）12月3日の記者会見で、「テレビなんかにも同性愛者が平気で出るでしょ。日本は野放図になり過ぎている」と同性愛者の露出に言及するなど、センセーショナルに報じられるようになる。同年12月7日、この発言の真意を記者から尋ねられ、「どこかやっぱり足りない感じがする。遺伝とかのせいでしょう。マイノリティーで気の毒ですよ」と答えた。さらに過去に米・サンフランシスコを視察した際の感想を振り返り、「ゲイのパレードを見ましたけど、見てて本当に気の毒だと思った。男のペア、女のペアあるけど、どこかやっぱり足りない感じがする」と話した。同性愛者のテレビ出演についても、「それをことさら売り物にし、ショーアップして、テレビのどうのこうのにするってのは、外国じゃ例がないね」と改めて言及した。この発言は日本国外でも問題になり、国際人権団体ヒューマン・ライツ・ウォッチは発言を撤回すべきだとする声明文を発表した。またWSJの日系記者は日本国内の一部のメディアしか大きく問題視しなかったことに疑問を呈した。また人権救済申し立てを受けた日本弁護士連合会から2度にわたり警告を受けている。2010年代には、石原の同性愛に関する発言がセンセーショナルな話題になると、同年、同性愛者コミュニティや一般社会の橋渡し役となった個人や団体を表彰する目的で開催されるTokyo SuperStar Awards (TSSA) の「ラズベリー賞」（ゴールデンラズベリー賞のオマージュ）を受賞した。TSSA公式サイトによると、反同性愛的な独自の主張を展開しながらも、同性愛者が市長や市議会議長であるパリ市・ベルリン市およびニューヨーク市との姉妹友好都市を提携し、また、都民サービスの一環として東京都庁をTSSAの授賞式に利用させたり、2007年のLGBT パレードに都として後援したりするなど、「私利私欲・主張を傍らに、真摯に東京都民の公益のみに邁進」している点が評価されての受賞となった。副賞として、苺のミルフィーユ味のアイスクリームが送られた。ジェンダーフリー問題を巡り、フェミニストとは日常的に応酬し合っている。「女性が生殖能力を失っても生きているってのは無駄で罪です 」「男は80、90歳でも生殖能力があるけれど、女は閉経してしまったら子供を生む能力はない。そんな人間が、きんさん・ぎんさんの年まで生きてるってのは、地球にとって非常に悪しき弊害」「文明がもたらしたもっとも悪しき有害なものはババァ」と識者の話を引用する形で発言をし（ババア発言）、裁判に発展したが、最高裁で石原側の勝訴が確定している。
猥褻と表現規制について
猥褻性の問題については、出世作となった『太陽の季節』などの小説で奔放な性を描き、都政でも当初は未成年者の性交を禁止する条例案には疑問を示し、必ずしも保守派と同じ歩調を取っているわけではなかった。また、『真実の性教育』（1972年）では、本が性犯罪を誘発するわけではない、いかなるタイプの本も日常的に吸収されるべきだと述べていた。ところが、多くの自治体で表現・出版規制の動きが強まると、表現規制の強化について積極的な立場をとることになり、2010年12月東京都の青少年健全育成条例は改定された。この可決直後の定例記者会見で、ある記者がこの記述について質問をぶつけたところ、「あの頃、私は間違っていた」と回答した。
障害者について
障害者についての発言が政治問題化したのは、1999年（平成11年）9月に東京都知事として府中療育センター（重度知的・身体障害者療育施設）を視察した後の記者会見での発言だった。「ああいう人ってのは人格あるのかね。ショックを受けた。ぼくは結論を出していない。みなさんどう思うかなと思って。絶対よくならない、自分がだれだか分からない、人間として生まれてきたけれどああいう障害で、ああいう状態になって」と発言した。次いで「おそらく西洋人なんか切り捨てちゃうんじゃないかと思う。そこは宗教観の違いだと思う。ああいう問題って安楽死につながるんじゃないかという気がする」と発言意図を説明した。上記の発言が一部のメディアで問題発言として報道され、知的障害者団体からも抗議された。石原は「文学者としての表現」と弁明している。東京新聞はさらに詳しく発言を取材しており、視察の帰りがけに「入所者は自分がだれだか分からない。（彼らに）人生がない、というくくり方をする人もいるが、それなりの人生があるんだという一つの確信を持って仕事をしているのは、素晴らしいことだ」と発言していることを報じた。石原は自身の発言を差別発言として報道した朝日新聞社に対して、産経新聞紙上で「卑劣なセンセーショナリズムであり、アジテーションであり、社会的には非常に危険なこと」として批判している。:文學界2016年10月号において精神科医の斎藤環との対談で、相模原障害者施設殺傷事件について、「この間の、障害者を十九人殺した相模原の事件。あれは僕、ある意味で分かるんですよ」と発言し、さらに、「昔、僕がドイツに行った時、友人がある中年の医者を紹介してくれた。彼の父親が、ヒトラーのもとで何十万という精神病患者や同性愛者を殺す指揮をとった。それを非常にその男は自負して、『父親はいいことをしたと思います。石原さん、これから向こう二百年の間、ドイツ民族に変質者は出ません』と言った」と肯定する発言を行った。
老人の出処進退
1975年（昭和50年）、初の東京都知事選挙出馬の演説で、現職の美濃部亮吉（当時71歳）について「もう新旧交代の時期じゃありませんか、美濃部さんのように前頭葉の退化した六十、七十の老人に政治を任せる時代は終わったんじゃないですか」と発言し、政治家は遅くとも70歳前に引退すべきとする考えを表明した。しかしながら、石原自身は78歳になってもなお、自らの都知事4期目当選を狙って2011年都知事選に立候補し、当選した。さらに、2012年には都知事を辞任して国会へ復帰し、新たに日本維新の会の代表になるなど、80歳を過ぎても政界から引退する意志は全くない考えを示した。
冒険家堀江謙一の世界一周について
堀江謙一の277日間単独無寄港世界一周成功を全否定した。週刊プレイボーイ1975年11月25日号で「堀江クンの世界一周は、ヨット仲間の常識からいってウソなんだ。絶対にやってないよ。あのときつかったヨットではあんな短期間に世界一周ができるはずはないんだ。彼のほかにも、イギリスのロビン・ノックスが312日間、チャイ・ブロイスチャイ・ブロイス――（以下略）」また、朝日新聞社の取材ヘリが堀江のマーメイド号から航海日誌を吊り上げ回収したことに「国際法違反だ」と指摘した。本多勝一は、『貧困なる精神 (121)』において、この石原の行為を「小心者の卑劣な嫉妬心」と批判した。
小池百合子について
自由民主党・公明党・日本のこころを大切にする党から推薦で2016年東京都知事選挙に立候補した増田寛也の決起集会（2016年7月27日）に長男の伸晃と共に参加した際、「とにかく岩手県で行政手腕を発揮した増田さんに任せないとね、やっぱり厚化粧の女に任せるわけにはいかないね、これは」と増田への支援を呼びかける一方、小池に対しては「大年増の厚化粧がいるんだな、これが。これはね。困ったもんでね。」と評した。小池が都知事に当選した翌日の8月1日、次男の良純がテレビ番組『モーニングショー』で「おそらく小池先生もご存じだとは思いますけど、石原慎太郎というのはああいう人ですので、たぶん謝らないと思いますので、私がかわりに...」と述べ、小池に謝罪した。
枝野幸男について
第48回衆議院議員総選挙直前の2017年10月に民進党の希望の党への合流方針に反対姿勢を示して立憲民主党を結成した際には「節を通した枝野は本物の男に見える」と評した。
国外メディアの反応
ABCからはフランスの極右政治家に例えて「日本のル・ペン」、中央日報からは「極右勢力の代表」、フィガロやリベラシオンからは「国家主義的思想の持ち主」「右翼ポピュリスト」、エコノミストからは「日本右翼の年老いたゴロツキ (old rogue of the Japanese right)」と呼ばれるなど、各国のマスコミからは極右政治家と認識されている。石原は自らを「真ん中よりちょっと左と思っている」と述べている。
大相撲の八百長について
2011年に発覚した大相撲八百長問題では2月4日の定例会見で、八百長疑惑について「相撲はそういうもの。昔から当たり前のこととしてあった」と自らの持論を展開、相撲界の現状を「日本の文化、伝統を踏まえた日本の文化の神髄である国技だというのは、ちゃんちゃらおかしい」と批判した。さらに、かつて就任を要請された横綱審議委員を固辞した経緯を話した。
また石原は1963年9月場所千秋楽、柏戸剛 - 大鵬幸喜戦で4場所連続休場中だった横綱・柏戸が勝って全勝優勝を決めた際、スポーツ紙上の手記でこの一番を八百長と断じ、「いい加減にしろ」と糾弾した。日本相撲協会の時津風理事長（元横綱双葉山）は大鵬に「（八百長は）絶対になかった」ことを確認した上で、石原とスポーツ紙幹部を東京地検に名誉毀損で告訴した。このとき取締（理事）であった出羽海（元幕内出羽ノ花）が石原と東京會舘で面会して真意をただしたところ、手記は新聞社から八百長ではないかと指摘があり書いたことなどを認めて謝罪した。その後、大映の永田雅一の仲介もあり、告訴は取り下げられた。
諸団体との関わり
1976年、統一協会（統一教会）の「希望の日晩餐会」に出席し、あいさつをした。
2000年（平成12年）、犯罪被害者の権利確立を目指す全国犯罪被害者の会代表幹事の岡村勲弁護士が文藝春秋に寄稿した「私は見た『犯罪被害者』の地獄絵」を読み感銘を受けた石原のほか、瀬戸内寂聴（作家）、奥田碩（経団連会長、如水会理事長）、樋口廣太郎（アサヒビール名誉会長）が代表発起人となり「犯罪被害者の会を支援するフォーラム」が設立された。事務局長には石原と大学同期の高橋宏（首都大学東京理事長、如水会副理事長）と、山本千里（如水会理事兼事務局長）が就任した。同フォーラムは全国犯罪被害者の会へ経済的支援を行い、2004年（平成16年）の犯罪被害者等基本法の成立、2007年（平成19年）の刑事訴訟法改正による被害者参加制度創設、2008年（平成20年）の犯罪被害者等給付金の支給等による犯罪被害者等の支援に関する法律改正の実現などに尽力した。岡村は2007年（平成19年）4月に開かれた如水会有志による「石原慎太郎東京都知事、激励と懇親の会」に出席、来賓祝辞を述べ、2007年東京都知事選挙で再選を目指す石原を激励した。2010年（平成22年）には全国犯罪被害者の会創立10周年記念シンポジウムが有楽町で開催され、代表幹事の岡村の開会あいさつの後、石原の祝辞があった。
政界進出にあたり、自身の後見人的立場だった当時の産経新聞社主水野成夫を介して霊友会の支持を取りつけ、大量の組織票を獲得する自らも霊友会の信者であり、自らの信仰についての著作（「法華経を生きる」など）も書いており、霊友会の機関誌「あした21」に連載を持っている。霊友会初代会長小谷喜美を師として仰いでおり、霊友会現会長大形市太郎と対談を行っている。また、2002年（平成14年）には霊友会の新年会で挨拶している。石原慎太郎本人は霊友会と深い関係にあるが、子息の石原伸晃は崇教真光、石原宏高は幸福の科学に入信していたことがあり、一族で別々の新宗教からの支援を受けていたことになる。
公明党は自由民主党と並んで事実上石原都政の与党である2003年と2007年の選挙では選挙支援を受けている。2007年参院選では公明党による都知事選支援の見返りとして、東京都選挙区から出馬する公明党公認の山口那津男の応援で街頭演説するなどしている。1999年（平成11年）の都知事選の直前の週刊文春誌における「あなたの池田大作氏への人物評価をお聞かせ下さい」との質問に対して、「悪しき天才、巨大な俗物」と回答していた。あわせて創価学会に日本の政治が壟断されている現実を「情けない限り」と評していた。かつては創価学会に対する批判はしばしば辛辣を極め、『悪辣にして極めて危険なカルト集団』と表現するなど、長年にわたり『亡国の徒に問う』などの著書類をはじめとして、様々な媒体で批判を行っていた。日本の新興宗教論「巷の神々」を産経新聞に連載中に創価学会を取り上げ学会と争いになる。
「戸塚ヨットスクールを支援する会」を組織し、戸塚ヨットスクールの教育方針を全面的に支持している。殊に、戸塚ヨットスクール主宰者である戸塚宏の教育方針の支柱をなす「脳幹論」（脳細胞そのものをトレーニングしてその機能を高めることにより、教育問題の解決を目指すと主張する）に共鳴し、「今の日本人が弱くなったのは脳幹が弱くなったからだ。これは医学的にも証明されている」とする主張を産経新聞のコラム（『日本よ』）や、自らの公式サイト上で公開している。
石原と同じく日本会議代表委員である「崇教真光」代表者・岡田恵珠と『岡田光玉師御対談集』（崇教真光編集）において、対談を行っている30ページの記事がある。長男の石原伸晃が少年の頃、岡田光玉と岡田恵珠が自宅に訪れたエピソードを伸晃が同宗教団体の42周年秋季大祭（2001年）の祝辞にて披露する。また、伸晃は45周年秋季大祭（2004年）にて自身が信徒であることを明らかにし、信徒としての立場をメインに祝辞を述べている。

### 新党構想
中央政界の政変の度に石原首相待望論・石原新党構想などが保守系マスコミを中心として頻繁に取り沙汰された。2010年、都知事と並行して「たちあがれ日本」を結党し、国政にも間接的に関わるようになる。民主党政権が末期症状に陥った2012年には、「次の首相」の世論調査で大阪市長を務めていた橋下徹と首位を分け合うまでに至る。同年、石原は都知事を辞任、橋下と「日本維新の会」を結成して国政復帰を果たす。

### 交流
大学同期の高橋宏（後の日本郵政副社長）、高原須美子（元経済企画庁長官）、鳥海巌（元丸紅社長）と親しく、4家族で毎年旅行にいく仲であった。のちに石原都政で、高原は都営地下鉄12号線路線名称選考委員会委員長、鳥海は東京都の外郭団体から民営化された東京国際フォーラムの初代社長、高橋は都立大学を統合して設立された首都大学東京の初代理事長などをそれぞれ務めた。慎太郎は大学2年の終わり頃から、小金井の下宿を出て小平の一橋寮で暮らすようになった。これを機に高橋との交流は深まり、3年になると高橋のいる柔道部に入部した。

### 議員連盟
- 憲法20条を考える会（顧問）
- 国際観光産業振興議員連盟（最高顧問）
- 自主憲法研究会（顧問）
- 2020年東京オリンピック・パラリンピック大会推進議員連盟（名誉顧問）

## 映画出演
映画『太陽の季節』で映画初出演、1956年の『日蝕の夏』、『婚約指輪』、1957年の『危険な英雄』と三作品で主演を務めた。その後、1965年の『異聞猿飛佐助』に特別出演して以降、約48年間、映画出演は無かったが、2012年に製作総指揮・企画・原作・脚本を担当した『青木ヶ原』では都知事役で出演した。
1972年には裕次郎主演映画、『影狩り』への出演が予定されていたが、政治活動の多忙化により実現しなかった。

## 家族・親族

### 石原家

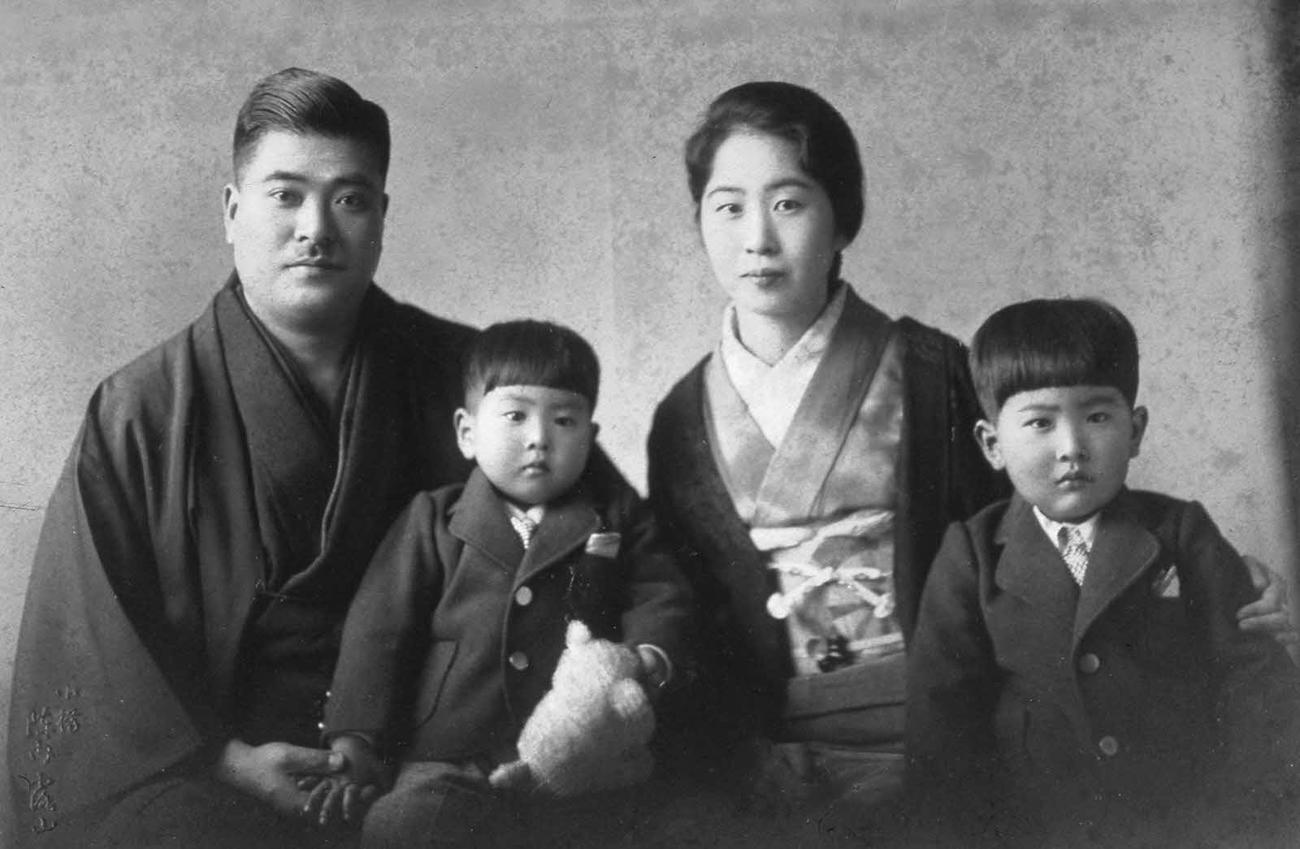
北海道の小樽にて家族写真
（左から父・潔、弟・裕次郎、母・光子、慎太郎）

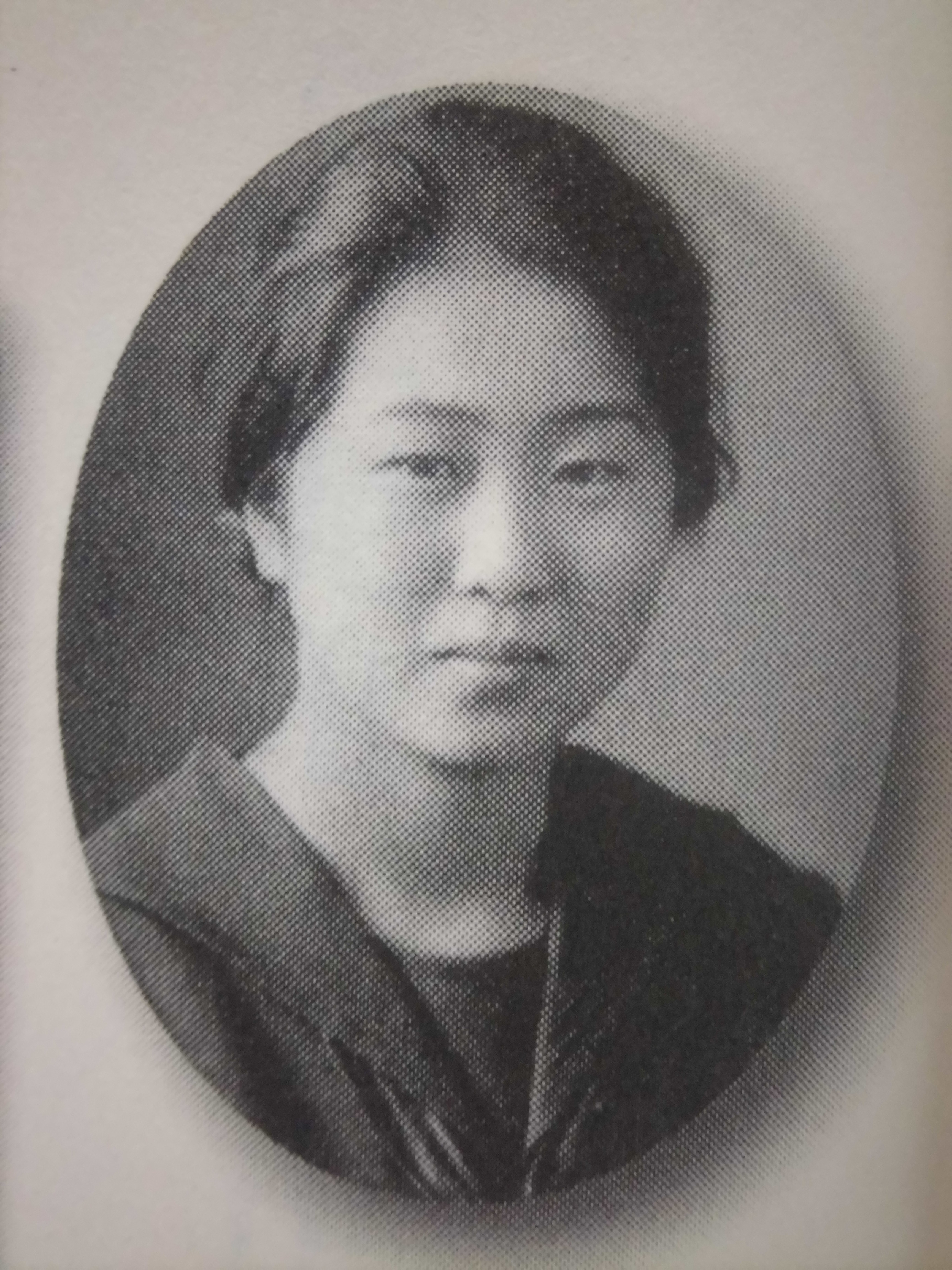
母・石原光子
（神戸第二高女時代）

（愛媛県松山市・八幡浜市・大洲市、兵庫県神戸市須磨区、北海道小樽市、神奈川県逗子市、東京都）
家系
慎太郎によれば、「私も幼い頃家族しての神奈川県から愛媛、広島への大旅行で父や母の実家を初めて訪れた時に会った、まだ元気でいた父の母親と母の父親の記憶をこの旅で見た他の何よりも強い印象で覚えていますが、何故かそれはその後私が成長していってからの方がますます鮮やかで確かな記憶として心に刻まれてきたような気がする。そして父や母が亡くなった後、父や母への追憶に重ねてそれがますます懐かしく鮮やかに思い出されるようになりました。」という。
石原家は潔（慎太郎の父）の2代前の石原安太夫の時代に絶家となった（理由は不明）。それを再興するため服部家から服部信義の二男の信直が石原家に入った。石原家再興の当主となった1862年（文久2年）生まれの信直と、1867年（慶応3年）生まれの妻ササヨの間には、潔を含めて6人の子供が生まれた。長男の石原克己、長女の壽万（すま）、二男の石原静夫、三男の潔、二女の美壽（みす）、四男の石原真砂（まさご）の6人である。信直の職業は警察官だった。潔は愛媛県長浜町（現：大洲市）に生まれ、幼少期は八幡浜や宇和島など、西宇和、南宇和地区で過ごした。
石原本家の菩提寺は八幡浜市保内町の龍潭（りょうたん）寺である。
佐野との対談の中で慎太郎は「うちの本家はそもそも石原ではなく服部なんです。そんな大家でもないけれど、元は、落魄（らくはく）した士族です。先祖は武田の残党でそれが松山に流れて服部姓を名乗った。弓の名人だったらしく、戦（いくさ）で七人殺したか、まあ七十人は殺さなかったでしょうが（笑）、それで七つ矢車の家紋を許された。歴代、服部勘助を名乗った服部本家の血筋をひいている親父の親父が石原家に入って、それ以来石原姓を名乗った」と述べている。
AERA誌のインタビューのとき、ノンフィクション作家の吉田司に慎太郎は「うちは士族の出でね。カッコいいんだ。武田の武士でね、弓矢の名人でね、家紋が7つ矢の矢車なんですよ。武田軍団って、戦強かったでしょ。うちの家訓はね、『明日の戦、わが身無念と心得べし』ってんですよ。つまり死ぬだろうと……。だから俺の親父もわりと覚悟して、毎晩接待で酒飲み続けて、仕事で死んでいった。『今宵の宴、わが身無念と心得べし』じゃないけどね（笑）」と述べている。
- 祖父・石原信直（警察官）

1862年（文久2年）生 - 1922年（大正11年）没
服部信義の二男として生まれ石原家に入った。
- 祖母・ササヨ

1867年（慶応3年）生 - 没
- 父・潔（山下汽船社員、幹部）

1899年（明治32年）12月生 - 1951年（昭和26年）10月没
生い立ち
愛媛県八幡浜に隣接する長浜という港町に生まれた。警察官石原信直・ササヨの三男。父・信直の人事異動に伴って、幼い頃は信直の赴任先である愛媛県各地の派出所を随分転々とさせられた。1922年（大正11年）、父・信直が59歳で亡くなり、子供たちはみんな非常に苦労したという。
山下汽船へ
1913年（大正2年）3月、宇和島男子尋常高等小学校を卒業し、旧制宇和島中学（現：県立宇和島東高校）に進んだが、入学から一年もしないうちに同校を中退している。中退の理由は分からない。1914年（大正3年）、山下汽船に入社。当時潔はまだ14歳の少年だった。潔の山下汽船入社時の身分は店童（てんどう）だった。
慎太郎によれば、「（潔は）本当は大学へ行きたかったんだけど、家の事情で行けなかったようです。家は落魄（らくはく）する一方だったようですからね」という。
店童（てんどう）として入社してから5年目台湾赴任時代の1919年（大正8年）12月正式の社員となった。
1942年（昭和17年）9月山下汽船小樽出張所は小樽支店に格上げされた。この組織改革に伴って潔はそれまでの小樽出張所長から小樽支店長心得に出世し、翌18年1月1日を以って、正式に小樽支店長となった。慎太郎が10歳のときだった。しかし潔が小樽支店長の肩書を使ったのは2ヵ月にも満たなかった。同年2月15日には本社の部長、東京支店副支店長の辞令が出て、足かけ8年過ごした小樽を後にした。同じ年の10月には子会社の山下近海機船（昭和24年山下近海汽船に改組改称）取締役に転出となり、山下汽船の方は嘱託(部長待遇）扱いとなった。
店童（てんどう）上がりだったにもかかわらず、最後は関連会社の重役にまで出世した。
人柄
妻光子が書いた『おばあちゃんの教育論』によると、潔は身長百七十五センチ、体重は八十キロもあった大男であだ名は“クマさん”だったという
先妻は元大同海運社長崎山好春の妻の姪に当たる。
佐野眞一によれば、「山下汽船OBたちの間からは潔を絶賛する声が次々と上がった。その評価の中に仕事に関するものはほとんどなく、酒や人とのつきあいに関するものばかりだったといってよい。潔が“人間的”魅力にあふれていたことは間違いないようである」という。
慎太郎によれば、「親父は僕ら兄弟と一緒にいると、いつも相好を崩していた。怒るときは怒ったけど、ああいう偏愛っていうか溺愛っていうか、動物的な愛情の示し方は、おふくろはしなかった。ですから、どこが似てるかっていわれれば、そういうところが似てると思うし、なんか言わなくていいことを言って、平気で相手をコキオロシたりするところは、おふくろに似てるし…（笑）」という。
晩年
晩年には今まで家になかった仏壇をしつらえて、毎朝出勤する前に必ず合掌してお経を上げるようになったという。
慎太郎によれば、「朝など時折、前夜の接待が遅くまでになって、好きではあったが医者に禁じられている酒を毒と知りつつ自らに強いて接待に努め疲れて戻った父が、眠りも足りなかったのだろう、高血圧のせいもあって、舌がもつれてお経を読む声がいつもと違って少し呂律が回らず、自分でもそれがわかるのかいらいらしながら同じ部分を何度も唱えなおしているのを床の中で聞きながら、子供なりに心を痛めたのを覚えています。そして結局父は五十一歳で、当時としても若死にしました」という。
- 母・光子（加藤三之助の娘）

1909年（明治42年）9月生 - 1992年（平成4年）6月没。
生い立ち
2002年（平成14年）2月24日にテレビ朝日系で放送された『グレートマザー物語』では、光子は広島県の生まれと紹介している。
厳島での生活
加藤家は厳島神社の参道で土産物屋を開いた。光子がいくつのとき厳島に移ってきたかははっきりしない。光子は大正末期か昭和の初め頃に厳島を出ていった。地元の古老によれば「光子が厳島を出ていったのは、継母との折り合いが悪かったからだろう」という。
神戸での生活、結婚
厳島を出た光子が誰を頼って神戸に出たかについてははっきりしていない。慎太郎によれば「神戸ではおばさんの家に寄宿していたんでしょう。その家は三宮にあって、貿易商だったみたいですよ。そこに預けられたけれど、従姉妹にあたる娘となかなかそりがあわなくて、ずいぶん意地悪されたって言ってましたけど。それで（第二高女を卒業後）東京に行ったんだという言い方をしてましたけどね。名前はたしかタケウチさんといったかな」という。
光子の神戸での寄宿先は竹内五一商店という貿易商だった。慎太郎は、潔と光子の見合いは芦屋に住む河野という女性が仲介したという話は聞いているが、それ以外は知らない、と言った。
1927年（昭和2年）3月に神戸市立第二高等女学校（現：神戸市立須磨高校）を卒業した。第二高女を卒業した光子は絵描きを目指して上京した。
- 弟・裕次郎（俳優、歌手）

1934年（昭和9年）12月生 - 1987年（昭和62年）7月没。
- 同妻・まき子（元女優）
- 子どもはない

- 妻・典子（石田光治の娘）

1938年（昭和13年）1月生 - 2022年（令和4年）3月8日没。
典子の父親石田光治は落下傘の紐などを製造する東洋麻糸という紡績会社に勤めていた。典子は父光治が同社の彦根工場に赴任し召集令状を受け中国戦線に出征した後、母方の実家のある広島市己斐町（現：西区己斐）で生まれた。光治は典子が生まれて十ヵ月後の1938年（昭和13年）秋、中支の攻略戦で敵の弾丸を受け、胸部貫通銃創で戦死した。
典子が慎太郎と母同士が知り合いだった関係で出会い、淡い憧れのような感情を抱いたのは12歳の頃だったという。
結婚について慎太郎は阿川佐和子との対談で「まあね、面倒臭いからしちゃったんですよねえ。今でいうラブホテルから二人で出てくるのを親戚に見つかって、おっかないおばあさんにいいつけられちゃった（笑）。それで、呼びつけられて“切れるか結婚するか、どっちだ?”って言われて、しょうがないから"結婚します"って決心しちゃったのよ（笑）」と述べている。
夫の死を追うような形で、慎太郎死去の約1か月後の2022年3月8日、84歳で死去した。
- 長男・伸晃（政治家）

1957年（昭和32年）4月生 -
- 同妻・里紗（元女優・タレント）

- 二男・良純（俳優・タレント、気象予報士）

1962年（昭和37年）1月生 -
- 三男・宏高（銀行員、政治家）

1964年（昭和39年）6月生 -
- 四男・延啓（画家）

1966年（昭和41年）8月生 -
- 末弟（あるいは従兄弟）

1940年（昭和15年）3月生 -
最初、潔の戸籍に入っていたが、のち他家に養子縁組した。この男性によれば、父親は潔ではなく潔の弟の真砂（まさご）であるという。なおこの男性の"父"という真砂（まさご）と"母"という女性の間に正式の婚姻関係はない。この男性が養子縁組した祖母の家と、山下亀三郎の生家は直接の血縁関係はないが、遠い縁戚に当たる。
- 異母兄（小河姓）

父・潔が先妻との間にもうけた子。
潔の姉壽万（すま）夫婦に子供がなかったため養子に行った。1952年（昭和27年）、神戸商大を卒業して山下汽船と同じ資本系列にある第一汽船に入社した。
- 伯母・壽万（すま、教員）

父・潔の姉、異母兄（小河姓）の養母。
慎太郎によれば「壽万（すま）さんという伯母さんは苦労して資格をとって学校の先生になった」という。
慎太郎の異母兄（小河姓）によれば「（壽万（すま）の夫は）一時獣医をやっていましたが、すぐにやめて明石市の市役所の公吏になりました。仕事は税務関係です。養母も明石小学校の教員をやっとったから、生活的には困ったことはありません」という。
- 伯父・石原克己、石原静夫

父・潔の兄。
1944年（昭和19年）から敗戦までは、本家である克己の石原家は八幡浜から今治に疎開していた。
- 叔父・石原真砂 （まさご）

1939年（昭和14年）没
父・潔の弟。
- 叔母・美壽（みす）

父・潔の妹。
小泉家との関係
妻典子の従兄弟の子に当たる美枝子が政治家の小泉純一郎（元首相）の実弟・小泉正也と結婚した。

### 系図
|            |            |            |            |            |            |  |  | 小泉又次郎 | 小泉又次郎 | 小泉又次郎 | 小泉又次郎 | 小泉又次郎 | 小泉又次郎 |  |  | 芳江       | 芳江       | 芳江       | 芳江       | 芳江       | 芳江       |  |  |            |            |            |            |            |            |  |  |            |            |            |            |            |            |  |  |
|            |            |            |            |            |            |  |  | 小泉又次郎 | 小泉又次郎 | 小泉又次郎 | 小泉又次郎 | 小泉又次郎 | 小泉又次郎 |  |  | 芳江       | 芳江       | 芳江       | 芳江       | 芳江       | 芳江       |  |  |            |            |            |            |            |            |  |  |            |            |            |            |            |            |  |  |
|            |            |            |            |            |            |  |  |            |            |            |            |            |            |  |  |            |            |            |            |            |            |  |  | 小泉純一郎 | 小泉純一郎 | 小泉純一郎 | 小泉純一郎 | 小泉純一郎 | 小泉純一郎 |  |  | 小泉孝太郎 | 小泉孝太郎 | 小泉孝太郎 | 小泉孝太郎 | 小泉孝太郎 | 小泉孝太郎 |  |  |
|            |            |            |            |            |            |  |  |            |            |            |            |            |            |  |  |            |            |            |            |            |            |  |  | 小泉純一郎 | 小泉純一郎 | 小泉純一郎 | 小泉純一郎 | 小泉純一郎 | 小泉純一郎 |  |  | 小泉孝太郎 | 小泉孝太郎 | 小泉孝太郎 | 小泉孝太郎 | 小泉孝太郎 | 小泉孝太郎 |  |  |
|            |            |            |            |            |            |  |  |            |            |            |            |            |            |  |  |            |            |            |            |            |            |  |  |            |            |            |            |            |            |  |  | 小泉進次郎 |            |            |            |            |            |  |  |
|            |            |            |            |            |            |  |  |            |            |            |            |            |            |  |  |            |            |            |            |            |            |  |  |            |            |            |            |            |            |  |  |            |            |            |            |            |            |  |  |
|            |            |            |            |            |            |  |  |            |            |            |            |            |            |  |  |            |            |            |            |            |            |  |  | 小泉正也   |            |            |            |            |            |  |  |            |            |            |            |            |            |  |  |
|            |            |            |            |            |            |  |  |            |            |            |            |            |            |  |  |            |            |            |            |            |            |  |  |            |            |            |            |            |            |  |  |            |            |            |            |            |            |  |  |
|            |            |            |            |            |            |  |  |            |            |            |            |            |            |  |  | 小泉純也   |            |            |            |            |            |  |  |            |            |            |            |            |            |  |  |            |            |            |            |            |            |  |  |
|            |            |            |            |            |            |  |  |            |            |            |            |            |            |  |  |            |            |            |            |            |            |  |  |            |            |            |            |            |            |  |  |            |            |            |            |            |            |  |  |
|            |            |            |            |            |            |  |  | 石田重蔵   | 石田重蔵   | 石田重蔵   | 石田重蔵   | 石田重蔵   | 石田重蔵   |  |  | 石田吉之輔 | 石田吉之輔 | 石田吉之輔 | 石田吉之輔 | 石田吉之輔 | 石田吉之輔 |  |  | 美枝子     | 美枝子     | 美枝子     | 美枝子     | 美枝子     | 美枝子     |  |  |            |            |            |            |            |            |  |  |
|            |            |            |            |            |            |  |  | 石田重蔵   | 石田重蔵   | 石田重蔵   | 石田重蔵   | 石田重蔵   | 石田重蔵   |  |  | 石田吉之輔 | 石田吉之輔 | 石田吉之輔 | 石田吉之輔 | 石田吉之輔 | 石田吉之輔 |  |  | 美枝子     | 美枝子     | 美枝子     | 美枝子     | 美枝子     | 美枝子     |  |  |            |            |            |            |            |            |  |  |
|            |            |            |            |            |            |  |  |            |            |            |            |            |            |  |  |            |            |            |            |            |            |  |  |            |            |            |            |            |            |  |  |            |            |            |            |            |            |  |  |
|            |            |            |            |            |            |  |  |            |            |            |            |            |            |  |  |            |            |            |            |            |            |  |  | 里紗       |            |            |            |            |            |  |  |            |            |            |            |            |            |  |  |
|            |            |            |            |            |            |  |  | 石田光治   | 石田光治   | 石田光治   | 石田光治   | 石田光治   | 石田光治   |  |  | 典子       | 典子       | 典子       | 典子       | 典子       | 典子       |  |  |            |            |            |            |            |            |  |  |            |            |            |            |            |            |  |  |
|            |            |            |            |            |            |  |  | 石田光治   | 石田光治   | 石田光治   | 石田光治   | 石田光治   | 石田光治   |  |  | 典子       | 典子       | 典子       | 典子       | 典子       | 典子       |  |  |            |            |            |            |            |            |  |  |            |            |            |            |            |            |  |  |
|            |            |            |            |            |            |  |  |            |            |            |            |            |            |  |  |            |            |            |            |            |            |  |  | 石原伸晃   |            |            |            |            |            |  |  |            |            |            |            |            |            |  |  |
|            |            |            |            |            |            |  |  |            |            |            |            |            |            |  |  |            |            |            |            |            |            |  |  |            |            |            |            |            |            |  |  |            |            |            |            |            |            |  |  |
|            |            |            |            |            |            |  |  |            |            |            |            |            |            |  |  |            |            |            |            |            |            |  |  | 石原良純   |            |            |            |            |            |  |  |            |            |            |            |            |            |  |  |
|            |            |            |            |            |            |  |  |            |            |            |            |            |            |  |  |            |            |            |            |            |            |  |  |            |            |            |            |            |            |  |  |            |            |            |            |            |            |  |  |
|            |            |            |            |            |            |  |  |            |            |            |            |            |            |  |  |            |            |            |            |            |            |  |  | 石原宏高   |            |            |            |            |            |  |  |            |            |            |            |            |            |  |  |
|            |            |            |            |            |            |  |  |            |            |            |            |            |            |  |  |            |            |            |            |            |            |  |  |            |            |            |            |            |            |  |  |            |            |            |            |            |            |  |  |
|            |            |            |            |            |            |  |  |            |            |            |            |            |            |  |  |            |            |            |            |            |            |  |  | 石原延啓   |            |            |            |            |            |  |  |            |            |            |            |            |            |  |  |
|            |            |            |            |            |            |  |  |            |            |            |            |            |            |  |  |            |            |            |            |            |            |  |  |            |            |            |            |            |            |  |  |            |            |            |            |            |            |  |  |
|            |            |            |            |            |            |  |  |            |            |            |            |            |            |  |  | 石原慎太郎 |            |            |            |            |            |  |  |            |            |            |            |            |            |  |  |            |            |            |            |            |            |  |  |
|            |            |            |            |            |            |  |  |            |            |            |            |            |            |  |  |            |            |            |            |            |            |  |  |            |            |            |            |            |            |  |  |            |            |            |            |            |            |  |  |
| 石原信直   | 石原信直   | 石原信直   | 石原信直   | 石原信直   | 石原信直   |  |  | 石原潔     | 石原潔     | 石原潔     | 石原潔     | 石原潔     | 石原潔     |  |  |            |            |            |            |            |            |  |  |            |            |            |            |            |            |  |  |            |            |            |            |            |            |  |  |
| 石原信直   | 石原信直   | 石原信直   | 石原信直   | 石原信直   | 石原信直   |  |  | 石原潔     | 石原潔     | 石原潔     | 石原潔     | 石原潔     | 石原潔     |  |  |            |            |            |            |            |            |  |  |            |            |            |            |            |            |  |  |            |            |            |            |            |            |  |  |
|            |            |            |            |            |            |  |  |            |            |            |            |            |            |  |  |            |            |            |            |            |            |  |  |            |            |            |            |            |            |  |  |            |            |            |            |            |            |  |  |
|            |            |            |            |            |            |  |  |            |            |            |            |            |            |  |  |            |            |            |            |            |            |  |  |            |            |            |            |            |            |  |  |            |            |            |            |            |            |  |  |
| 加藤三之助 | 加藤三之助 | 加藤三之助 | 加藤三之助 | 加藤三之助 | 加藤三之助 |  |  | 光子       | 光子       | 光子       | 光子       | 光子       | 光子       |  |  |            |            |            |            |            |            |  |  |            |            |            |            |            |            |  |  |            |            |            |            |            |            |  |  |
| 加藤三之助 | 加藤三之助 | 加藤三之助 | 加藤三之助 | 加藤三之助 | 加藤三之助 |  |  | 光子       | 光子       | 光子       | 光子       | 光子       | 光子       |  |  |            |            |            |            |            |            |  |  |            |            |            |            |            |            |  |  |            |            |            |            |            |            |  |  |
|            |            |            |            |            |            |  |  |            |            |            |            |            |            |  |  | 石原裕次郎 |            |            |            |            |            |  |  |            |            |            |            |            |            |  |  |            |            |            |            |            |            |  |  |
|            |            |            |            |            |            |  |  |            |            |            |            |            |            |  |  |            |            |            |            |            |            |  |  |            |            |            |            |            |            |  |  |            |            |            |            |            |            |  |  |
|            |            |            |            |            |            |  |  |            |            |            |            |            |            |  |  |            |            |            |            |            |            |  |  |            |            |            |            |            |            |  |  |            |            |            |            |            |            |  |  |
|            |            |            |            |            |            |  |  |            |            |            |            |            |            |  |  | まき子     |            |            |            |            |            |  |  |            |            |            |            |            |            |  |  |            |            |            |            |            |            |  |  |

## 著書

### 長編小説
- 『亀裂』文藝春秋新社 1958.1 のち角川文庫、新潮文庫、講談社ロマン・ブックス、集英社コンパクト・ブックス
- 『海の地図』中央公論社 1958.12 のち角川文庫、講談社ロマン・ブックス
- 『月蝕』角川書店 1959.1 のち文庫
- 『夜を探がせ』光文社 1959.2 のちカッパ・ノベルス、角川文庫
- 『青年の樹（一・二）』角川書店 1959.12（一）1960.5（二） のち文庫、講談社ロマン・ブックス、集英社コンパクト・ブックス
- 『挑戦』新潮社 1960.8 のち文庫
- 『青い糧』講談社 1961.3 のちロマン・ブックス
- 『汚れた夜』新潮社 1961.8 のち光文社カッパ・ノベルス、講談社ロマン・ブックス、集英社文庫、文春ネスコ
- 『断崖』新潮社 1962.5 のち光文社カッパ・ノベルス
- 『雲に向かって起つ（一・二）』集英社 1962.5（一）1962.10（二） のちコンパクト・ブックス
  - 『青年の樹』の続編。
- 『禁断』角川書店 1962.6 のち講談社ロマン・ブックス、集英社コンパクト・ブックス、文庫
- 『日本零年』文藝春秋新社 1963.6 のち角川文庫
- 『てっぺん野郎 （星雲編・昇竜編）』集英社 1963.12（星雲編）1964.2（昇竜編） のちコンパクト・ブックス
- 『銀色の牙』講談社 1964.4 のちロマン・ブックス、角川文庫
- 『行為と死』河出書房新社 1964.5 のち新潮文庫、講談社ロマン・ブックス『太陽の季節・行為と死』、集英社コンパクト・ブックス（スエズ動乱）
  - 講談社ロマン・ブックス――併録：「太陽の季節」「処刑の部屋」「完全な遊戯」
- 『終幕』集英社 1964.7 のちコンパクト・ブックス、講談社ロマン・ブックス、文庫
- 『青春とはなんだ』講談社 1965.2 のちロマン・ブックス、角川文庫
- 『星と舵』河出書房新社 1965.4 のち新潮文庫
- 『命の森』読売新聞社 1965.4 のち講談社ロマン・ブックス、集英社コンパクト・ブックス、角川文庫
- 『砂の花』新潮社 1965.5 のち講談社ロマン・ブックス
- 『おゝい、雲！』サンケイ新聞出版局 1965.5 のち講談社ロマン・ブックス、集英社コンパクト・ブックス、角川文庫『おゝい雲』、サンケイノベルス
- 『人魚と野郎』集英社 1965.5 のちコンパクト・ブックス、講談社ロマン・ブックス、角川文庫
- 『青い殺人者』集英社 1966.10 のちコンパクト・ブックス、文庫
- 『黒い環』河出書房新社 1967.2 のち講談社ロマン・ブックス
- 『怒りの像』サンケイ新聞出版局 1968.6 のちサンケイノベルス、講談社ロマン・ブックス、集英社コンパクト・ブックス、角川文庫
- 『野蛮人のネクタイ』読売新聞社 1968.7 のち集英社コンパクト・ブックス、集英社文庫
- 『化石の森（上・下）』新潮社 1970.9（上）1970.10（下） のち文庫
- 『野蛮人の大学』集英社 1971.3 のちコンパクト・ブックス、文庫
  - 『野蛮人のネクタイ』の続編。
- 『刃鋼（上・下）』文藝春秋 1976.3 のち角川文庫
- 『暗闇の声』光文社 1977.2
- 『嫌悪の狙撃者』中央公論社 1978.9 のち文庫（少年ライフル魔事件）
- 『亡国―日本の突然の死―（上・下）』角川書店 1982.7 のち文庫『日本の突然の死―亡国』
- 『秘祭』新潮社 1984.1 のち文庫（アカマタ・クロマタ）
- 『暗殺の壁画』河出書房新社 1984.7 のち幻冬舎文庫（ベニグノ・アキノ・ジュニア暗殺事件）
- 『生還』新潮社 1988.9 のち文庫
  - 併録：「院内」「孤島」
- 『肉体の天使』新潮社 1996.4
- 『弟』幻冬舎 1996.7 のち文庫（石原裕次郎）
- 『僕は結婚しない』文藝春秋 2001.9 のち文庫
- 『火の島』文藝春秋 2008.11 のち幻冬舎文庫
- 『再生』文藝春秋 2010.9
- 『フォアビート・ノスタルジー』文藝春秋 2015.8
- 『天才』幻冬舎 2016.1 のち文庫（田中角栄）
- 『救急病院』幻冬舎 2017.2 のち文庫
- 『凶獣』幻冬舎 2017.9（附属池田小事件）
- 『湘南夫人』講談社 2019.9 のち文庫
- 『あるヤクザの生涯 安藤昇伝』幻冬舎 2021.5 のち文庫『ある漢の生涯 安藤昇伝』

#### 未刊行長編小説
- 「若い蝶」週刊女性 1957.3.17～4.7（掲載誌休刊により、連載4回で中絶）
- 「女の劇場」女性自身 1959.10.21～1960.1.27
- 「闇から来る」週刊サンケイ 1961.5.15～6.19
- 「栄光の略奪」宝石 1967.10～1970.5
- 「巨聖女」小説宝石 1971.1～1972.2（小谷喜美）

### 連作短編小説
- 『死の博物誌―小さき闘い―』新潮社 1963.12
  - 収録：「通りすぎたもの」「雨の夜に」「屍体」「試合」「人間たち」「腕」「小さき闘い」
- 『光より速きわれら』新潮社 1976.1（土方巽）
  - 収録：「甘い毒」「天体」「饗宴」「舞踏」
- 『大いなる手との黙約』文藝春秋 1976.10
  - 収録：「悪夢」「追いつめられて」「喪われた海」「少年の魂」「二人だけ」「選手」「ある航海」「僧」「山の声」「私には約束がある」（※各話間に「取り調べの途中で検事との会話」が挿入される）
  - 『死の博物誌―小さき闘い―』の続編。
- 『わが人生の時の時』新潮社 1990.2 のち文庫
  - 収録：「漂流」「まだらの紐」「同じ男」「テニスコートで」「落雷」「レギュラー」「ひとだま」「窒素酔い」「彼らとの出会い」「奇跡」「キールオーバー」「水中天井桟敷」「冬のハーバーで」「ナビゲーション」「死神」「慶良間のマンタ」「危険な夏」「ケーター島の鮫檻」「落水」「生死の川」「光」「鮫と老人」「ライター」「鬼火」「路上の仏」「若い夫婦」「戦争にいきそこなった子供たち」「骨折」「人生の時を味わいすぎた男」「南島のモロコ」「チリの娼館」「私は信じるが」「新島の人食い鮫」「南の海で」「鉄路の上で」「父の死んだ日」「みえない世界」「崖の上の家」「冷たい湖で」「虹」
- 『風についての記憶』集英社 1994.4 のち幻冬舎文庫
  - 収録：「風の使徒たち」「風の罠」「風についての記憶」
- 『わが人生の時の会話』集英社 1995.9 のち幻冬舎文庫
  - 収録：「ニュー・ヘレン河のほとりで」「シャーク・ポイントにて」「大投手」「人を殺すということ」「小網代カップで」「鮫に関するマッチョ」「鳥人の遺言」「バーカウンターで」「これは夢だ」「水中会話」「あなたは誰なんです」「交番の中で」「荒天のキャビンで」「いたずら」「ニクソン」「深夜のウオッチで」「零戦会会長」「男の美徳」「手打ち式」「活動屋無頼」「見えぬものとの会話」「極めて短い会話」「革命の挫折」「還らなかった少年」「鷹の心情」「串刺しにされた男」「オトコ岩のガーラ」「死にいく者との会話」「アラスカでの出会い」「失われなかった男」「鮫についての考察」「アトリエにて」「ナビゲイター会議で」「暗礁発見」「知覧という町で」「離島の医者」「ある行為者の死」「コスタリカの桟橋で」「最後の会話」

### 短編小説
- 『太陽の季節』新潮社 1956.3
  - 収録：「灰色の教室」「太陽の季節」「冷たい顔」「奪われぬもの」「処刑の部屋」
- 『理由なき復讐』三笠書房 1956.4
  - 収録：「ヨットと少年」「理由なき復讐」「失われた女」「取り返せぬもの」「黒い水」「日蝕の夏」
- 『狂った果実』新潮社 1956.7
  - 収録：「狂った果実」「決勝戦」「舞扇」「婚約指輪」「悪い夢」
- 『北壁』三笠書房 1956.7
  - 収録：「北壁」「透きとおった時間」「決勝戦」「黒い水」「奪われぬもの」「青い舷燈」
- 『日蝕の夏』三笠書房 1956.8
  - 収録：「日蝕の夏」「ヨットと少年」「失われた女」「取り返せぬもの」「理由なき復讐」
- 『若い獣』新潮社 1957.2
  - 収録：「空港にて」「透きとおった時間」「青い舷燈」「傷痕」「恋の戯れ」「男だけ」「若い獣」「旅の果て」
- 『太陽の季節』新潮社（新潮文庫） 1957.8
  - 収録：「太陽の季節」「灰色の教室」「処刑の部屋」「ヨットと少年」「黒い水」
- 『完全な遊戯』新潮社 1958.3
  - 収録：「谷川」「白い翼の男」「蟷螂の庭」「それだけの世界」「完全な遊戯」「霧の夜（戯曲）」
- 『太陽の季節・若い獣』角川書店（角川文庫） 1958.3
  - 収録：「北壁」「透きとおった時間」「奪われぬもの」「若い獣」「それだけの世界」「ヨットと少年」「太陽の季節」
- 『男の掟』角川書店 1959.7
  - 収録：「怒りの果実」「不死鳥」「ギンザ・ファンタジア」「接吻泥棒」「遊戯の終点」「男の掟」
- 『乾いた花』文藝春秋新社 1959.11
  - 収録：「乾いた花」「それだけの世界」「鱶女」「夜の道」「顔のない男」「太陽の餌」
- 『完全な遊戯』角川書店（角川文庫） 1959.11
  - 収録：「完全な遊戯」「処刑の部屋」「灰色の教室」「男だけ」「谷川」
- 『殺人教室』新潮社 1959.12
  - 収録：「ファンキー・ジャンプ」「ともだち」「殺人教室」「殺人キッド」「男たち」
- 『見知らぬ顔』新潮社 1960.9
  - 収録：「見知らぬ顔」「黒い声」「題名のないバラード」「誰」「神立ち船」
- 『死んでいく男の肖像』角川書店 1960.9
  - 収録：「死んでいく男の肖像」「吹きっさらし」「声」「失われた道標」
- 『完全な遊戯』新潮社（新潮文庫） 1960.10
  - 収録：「完全な遊戯」「若い獣」「乾いた花」「鱶女」「ファンキー・ジャンプ」「狂った果実（03年新装版のみ）」
- 『殺人教室』角川書店（角川文庫） 1962.4
  - 収録：「ファンキー・ジャンプ」「ともだち」「殺人教室」「男たち」「乾いた花」「鱶女」「太陽の餌」
- 『密航』新潮社 1963.5 のち講談社ロマン・ブックス
  - 収録：「密航」「明日に船出を」「鴨」「閉ざされた部屋」「朝の微笑」
- 『傷のある羽根』文藝春秋新社 1964.8
  - 収録：「傷のある羽根」「喪われた街」「雲の上にいた」「狼の王子」
- 『還らぬ海』講談社 1966.1 のちロマン・ブックス
  - 収録：「貧しい海」「還らぬ海」「獅子の倒れた夜」「白い小さな焔」「灰波」
- 『飛べ、狼』講談社 1966.4 のちロマン・ブックス
  - 収録：「飛べ、狼」「虚無と貞節」「鉛の部屋」「悪い娘」「リキとタクとルリ」
- 『野性の庭』河出書房新社 1967.11
  - 収録：「野性の庭」「水際の塑像」「天使たちの革命」「待伏せ」
- 『鎖のついた椅子』新潮社 1969.6
  - 収録：「鎖のついた椅子」「L・S・D」「一点鐘」「沈黙」「神異」

- 『北壁』（山岳名著シリーズ）二見書房 1971.10
  - 収録：「北壁」「谷川」「それだけの世界」「失われた道標」

- 『機密報告』学藝書林 1973.11
  - 収録：「機密報告」「大計画」「聖衣(ローブ)」「鼓斬り」「盲目の天使」「死に神と殺し屋」「神の鎖」「フィッシングボートの日記」
- 『狂った果実』角川書店（角川文庫） 1980.5
  - 収録：「冷たい顔」「日蝕の夏」「失われた女」「理由なき復讐」「婚約指輪」「狂った果実」「恋の戯れ」
- 『遭難者』新潮社 1992.9
  - 収録：「遭難者」「公人」「ある行為者の回想」「パティという娼婦」「きょうだい」
- 『聖餐』幻冬舎 1999.7 のち文庫
  - 収録：「聖餐」「山からの声」「海からの声」「空からの声」「沢より還る」「海にはすべて」
- 『太陽の季節』幻冬舎 2002.8
  - 収録：「太陽の季節」「処刑の部屋」「完全な遊戯」「ファンキー・ジャンプ」「乾いた花」
- 『生死刻々』文藝春秋 2009.11
  - 収録：「青木ヶ原」「わが人生の時の生と死」「ブラックリング」「生死刻々」「生き残りの水兵」
    - 「わが人生の時の生と死」は連作短編小説。
      - 収録：「ライオンと若い女」「キジムナーは必ず来る」「高射機関砲陣地にて」「不思議な旅」「死にいく者たち」「ブラックアウト」「カロリンの島々にて」「エベレスト」「傭兵になった男」「斎場にて」「再会」「幻覚」

    - 「生死刻々」は連作短編小説。
      - 収録：「おみくじ」「サイパン」「海の獣」「海での出会い」「男の功徳」「異郷にて」
- 『やや暴力的に』文藝春秋 2014.6
  - 収録：「青木ヶ原（完全版）」「やや暴力的に」「僕らは仲が良かった」「夢々々」「世の中おかしいよ」「うちのひい祖父さん」
    - 「やや暴力的に」は連作短編小説。
      - 収録：「救急病院にて」「計画」「リングの下で」「一途の横道」「隔絶」

    - 「夢々々」は連作短編小説。
      - 収録：「夢（その一）」「夢（その二）」「夢（その三）」「夢（その四）」「夢（その五）」「夢（その六）」「夢（その七）」
- 『海の家族』文藝春秋 2016.7
  - 収録：「ワイルドライフ」「海の家族」「ある失踪」「ヤマトタケル伝説」「特攻隊巡礼」
- 『死者との対話』文藝春秋 2020.5
  - 収録：「暴力計画」「―ある奇妙な小説―老惨」「死者との対話」「いつ死なせますか」「噂の八話」「死線を超えて」「ハーバーの桟橋での会話」
    - 「噂の八話」は連作短編小説。
      - 収録：「横浜の男」「僧」「海軍さん」「生き仏」「悪夢」「喋り過ぎた男」「私には約束がある」「鮫の噂」
- 『宿命（リベンジ）』幻冬舎 2021.10 のち文庫
  - 収録：「宿命（リベンジ）」「流氷の町」
- 『絶筆』文藝春秋 2022.11
  - 収録：「遠い夢」「空中の恋人」「北へ」「愛の迷路」「ある結婚」「死への道程（随筆）」

#### 未刊行短編小説
- 「栄光を白き腕に」小説新潮 1958.1
- 「ファンキーな出逢い」〈恋のもざいく①〉女性自身 1960.9.28
- 「最後の接吻 チャオ・ダンジュウロウ」〈恋のもざいく②〉女性自身 1960.10.5
- 「海は許す」〈恋のもざいく③〉女性自身 1960.10.12
- 「ある別れ」〈恋のもざいく④〉女性自身 1960.10.19
- 「紅い祭礼」小説新潮 1961.1
- 「花火」小説新潮 1961.8
- 「青い島白い波」別册文藝春秋 1962.9
- 「顔のない女」別册文藝春秋 1962.12
- 「弔鐘」オール讀物 1963.6
- 「裸の踊り子」オール讀物 1963.12
- 「歴史の外で」オール讀物 1964.7
- 「暴力」小説現代 1964.12
- 「聖書」オール讀物 1964.12
- 「錆色の塔」小説新潮 1965.5
- 「天使よ、俺を起してくれ」オール讀物 1965.11
- 「癌対策 革命の童話」オール讀物 1966.1
- 「白い肖像」婦人公論 1966.9～10
- 「失踪者」別册文藝春秋 1966.12
- 「救済」文學界 1973.7
- 「視つめている眼」別册文藝春秋 1975.6
- 「ボストンの夜」文藝 1981.8

### 戯曲
- 『狼生きろ豚は死ね・幻影の城』新潮社 1963.3
  - 収録：「狼生きろ豚は死ね」「幻影の城」
- 『信長記』河出書房新社 1972.2
  - 収録：「信長記 殺意と憧憬」「若き獅子たちの伝説」

#### 未刊行戯曲
- 「名前を刻まぬ墓場」文學界 1962.11
- 「琴魂 一谷物語」文學界 1963.12

### 詩集
- 『風の神との黙約』北洋社 1975.10
  - 収録：「青い海溝」(全23編)「存在の心象」(全11編)

### 詩画集
- 『にぎやかな森』（詩：山口洋子 画：石原慎太郎）書肆ユリイカ 1958.6
- 『十代のエスキース』成瀬書房 1991.3

### 絵本
『不思議な不思議な航海』（絵：高橋唯美）白泉社 1990.7

### 文芸批評
- 『三島由紀夫の日蝕』新潮社 1991.3、実業之日本社 2025.2（石原延啓解説）
  - 収録：表題、および三島との対談「新人の季節」「七年後の対話」「守るべきものの価値――われわれは何を選択するか」、新版は三島書簡6通を収録

### 紀行文・航海記
- 『南米横断1万キロ』講談社 1960.7
  - 1959年12月に一橋大学自動車部の隊長として参加した南米横断スクーター旅行記。
- 『大いなる海へ』集英社 1965.7 のち海洋文庫
  - 1963年度トランスパックレース（太平洋横断ヨットレース）参加記。
- 『エベレスト 日本エベレスト・スキー探検隊の記録』（共著：三浦雄一郎、日本エベレストスキー探検隊）文藝春秋 1970.12
- 『男の海』集英社 1973.9
- 『伯爵夫人（コンテッサ）物語 ヨットを愛する歓び』集英社 1976.6
- 『一点鐘』集英社 1979.6
- 『禁断の島へ』（写真：加納典明、大津善彦）集英社 1992.3
  - 北マリアナ諸島、グレートバリアリーフ、カロリン群島、ヘレン環礁への、ダイビングを中心としたクルージング旅行記。
  - 写真集の装丁だが、全体のおよそ半分が文章で埋められている。

- 『私の海』幻冬舎 2014.6
  - 石原の歴代ヨットを中心とした写真集。
  - 辞世の句、歴代ヨットにまつわる散文「私が愛した船」、詩集『風の神との黙約』から25編を抜粋した「風の神との黙約」に加えて、短編「風の使徒たち」内の無題の詩が「風についての記憶」として収められている。

- 『私の海の地図』世界文化社 2015.10
  - 日本各地の島を中心にした航海記。124点のカラー写真を掲載しており、写真集の趣きも持つ。

### ノンフィクション
- 『巷の神々』サンケイ新聞出版局 1967.9 のちPHP研究所

### 随筆
- 『青春にあるものとして』河出書房 1956.9
- 『価値紊乱者の光栄』凡書房 1958.11
- 『孤独なる戴冠 石原慎太郎全エッセイ集』河出書房新社 1966.7 のち角川文庫『孤独なる戴冠』
  - 文庫本は全60編から17編を収録した抄本。
- 『対極の河へ』河出書房新社 1974.11
- 『光速の時代に』PHP研究所 1991.7
- 『父のしおり 憧憬』青志社 2022.12
  - 随筆集『スパルタ教育』『男の海』『大いなる海へ』『拝啓息子たちへ』からの選集。加えて、短編「水際の塑像」と石原裕次郎による随筆「父のこと」を収録。

#### 自叙伝・回想録
- 『国家なる幻影 わが政治への反回想』文藝春秋 1999.1 のち文庫
- 『わが人生の時の人々』文藝春秋 2002.1 のち文庫
- 『オンリー・イエスタディ』幻冬舎 2008.1 のち文庫
- 『歴史の十字路に立って 戦後七十年の回顧』PHP研究所 2015.6
- 『「私」という男の生涯』幻冬舎 2022.6 のち文庫

#### 人生哲学
- 『これが恋愛だ』講談社 1960.5
- 『青春との対話』（人生のことば5）番町書房 1967.11
- 『プレイボーイ哲学』集英社 1968.5
- 『男の世界』集英社 1971.11
- 『君に情熱を教えよう』いんなあとりっぷ社 1974.11
- 『情熱のための航海』（わが人生観34）大和出版 1976.3
- 『戦士の羽飾り 男の博物誌』角川書店 1979.5
- 『バカでスウェルな男たち 男の美学』プレジデント社 1983.6
- 『織田信長の研究 歴史に学ぶリーダーの条件』（共著）プレジデント社 1984.12
  - 石原の執筆は、第一章「暗黒を切り裂いた稲妻」のみ。
- 『大久保利通 幕末を切り裂いたリアリストの智謀』（共著：藤原弘達、渡部昇一ほか）プレジデント社 1989.11
  - 石原の執筆は、第一章「対談 大久保型人材待望論」（対談者：藤原弘達）のみ。
- 『法華経を生きる』幻冬舎 1998.12 のち文庫
- 『生きるという航海』（自選箴言集）海竜社 2001.4 のち幻冬舎文庫
- 『老いてこそ人生』幻冬舎 2002.7 のち文庫
- 『人生への恋文』（共著：瀬戸内寂聴）世界文化社 2003.10 のち文春文庫
- 『真の指導者とは』日本経営合理化協会出版局 2004.4 のち幻冬舎新書
- 『私の好きな日本人』幻冬舎 2008.11 のち新書ゴールド
  - 収録：「日本武尊」「織田信長」「大久保利通」「広瀬武夫」「岡本太郎」「賀屋興宣」「横山隆一」「五島昇」「小林秀雄」「奥野肇」
- 『エゴの力』幻冬舎（幻冬舎新書） 2014.10
- 『男の粋な生き方』幻冬舎 2016.4 のち文庫
- 『老いてこそ生き甲斐』幻冬舎 2020.3 のち文庫
- 『男の業の物語』幻冬舎 2020.12 のち文庫
- 『自分の頭で考えよ 石原慎太郎100の名言』プレジデント社 2022.11

#### 教育論
- 『スパルタ教育 強い子どもに育てる本』光文社 1969.11
- 『魂を植える教育 高く豊かな心を育む本』光文社 1971.9
- 『真実の性教育 学校では教えない人間の性』光文社 1972.5
- 『息子をサラリーマンにしない法 わが子よ、オレを越えて行け』光文社 1975.12
- 『拝啓息子たちへ 父から四人の子へ人生の手紙』光文社 1987.10
- 『「父」なくして国立たず』光文社 1997.9
- 『いま 魂の教育』光文社 2001.3
- 『息子たちと私―子供あっての親―』幻冬舎 2005.11 のち文庫『子供あっての親―息子たちと私―』

#### 政治・社会論
- 『祖国のための白書』集英社 1968.6
- 『新旧の対決か調和か』（共著：賀屋興宣）経済往来社 1969.7
- 『慎太郎の政治調書』講談社 1970.7
- 『いかに国を守るか』（共著：羽仁進、藤原弘達）日新報道出版部 1970.8
- 『慎太郎の第二政治調書』講談社 1971.1
- 『青嵐会 血判と憂国の論理』（共著：玉置和郎、中尾栄一、中川一郎、中山正暉、藤尾正行、三塚博、森喜朗、渡辺美智雄）浪漫 1973.11
- 『世界の中の日本 80年代政治への提言』（共著：河本敏夫）山手書房 1982.2
- 『流砂の世紀に』新潮社 1985.10
- 『現代史の分水嶺』文藝春秋 1987.7 のち文庫
- 『「NO」と言える日本 新日米関係の方策』（共著：盛田昭夫）光文社 1989.1
- 『それでも「NO」と言える日本 日米間の根本問題』（共著：渡部昇一、小川和久）光文社 1990.5
- 『時の潮騒 日本と世界をめぐる父と子の14の会話』PHP研究所 1990.12 のち文庫
- 『来世紀の余韻』中央公論社 1991.3
- 『断固「NO」と言える日本 戦後日米関係の総括』（共著：江藤淳）光文社 1991.5
- 『かくあれ祖国 誇れる日本国創造のために』集英社1994.4
- 『「NO」と言えるアジア 対欧米への方策』（共著：マハティール）光文社 1994.10
- 『亡国の徒に問う』文藝春秋 1996.12 のち文庫
- 『宣戦布告「NO」と言える日本経済 アメリカの金融奴隷からの解放』（共著：一橋総合研究所）光文社 1998.9
- 『「アメリカ信仰」を捨てよ 二〇〇一年からの日本戦略』（共著：一橋総合研究所）光文社 2000.11
- 『勝つ日本』（共著：田原総一朗）文藝春秋 2000.12　のち文庫
- 『日本よ』産経新聞ニュースサービス 2002.11 のち扶桑社文庫
- 『惰眠を貪る国へ 東京をテコに国を変える挑戦』産経新聞ニュースサービス 2004.3
- 『日本の力』（共著：田原総一朗）文藝春秋 2005.3 のち文庫
- 『日本よ、再び』産経新聞出版 2006.4
- 『新・堕落論 我欲と天罰』新潮社（新潮新書） 2011.7
- 『平和の毒、日本よ』産経新聞出版 2012.8
- 『東京革命 わが都政の回顧録』幻冬舎 2015.6
- 『日本よ、完全自立を』文藝春秋（文春新書） 2018.10

### 対談
- 『対話 日本人の原点』（対談：小谷喜美）サンケイ新聞出版局 1969.4
- 『酒盃と真剣 石原慎太郎対話集』参玄社 1973.1
  - 対話者：山崎正和、岡潔、三島由紀夫、小田実、高坂正堯、江藤淳、上田哲、野坂昭如、羽仁五郎、宮沢喜一
- 『闘論 君は日本をどうするのか』（対談：野坂昭如）文藝春秋 1975.1
- 『真の革新とはなにか 石原慎太郎対論集』読売新聞社 1976.3
  - 対論者：羽仁五郎、小田実、太田薫、三好修、榎美沙子、小中陽太郎、小野田寛郎、藤島泰輔、黒川紀章
- 『この日本をどうする 再生のための10の対話』文藝春秋 2001.3 のち文庫
  - 対話者：西村真悟、石原伸晃、金美齢・志方俊之、福田和也、日下公人、孫正義、白井智子、松原泰道、五木寛之、中曽根康弘
- 『永遠なれ、日本 元総理と都知事の語り合い』（対談：中曽根康弘）PHP研究所 2001.8 のち文庫
- 『東京の窓から日本を（1～3）』文春ネスコ 2001.10(1) 2002.9(2) 2003.4(3)
  - (1)対談者：唐津一、佐々淳行、グレゴリー・クラーク、孫正義、米長邦雄、金美齢、志方俊之、はかま満緒、ビル・トッテン、竹村健一、徳間康快、ペマ・ギャルポ、中曾根康弘
  - (2)対談者：瀬戸内寂聴、堺屋太一、ジェラルド・カーティス、呉善花、松井孝典、中村征夫、岡本行夫、樋口廣太郎、森繁久彌、斎藤環、藤本義一、C・W・ニコル
  - (3)対談者：渡部昇一、日野原重明、日高義樹、見城徹、川淵三郎、松田昌士、内館牧子、北方謙三、小沢昭一、はかま満緒、木村剛
- 『東京の窓から世界を』PHP研究所 2007.11
  - 対談者：なかにし礼、石井和子、蓮池透、岡崎久彦、はかま満緒、葛西敬之、小田啓二、星野仙一、中曽根康弘
- 『生きる自信 健康の秘密』（対談：石原結實）海竜社 2008.6 のちPHP文庫『老いを生きる自信 若さと健康の知恵』
- 『鍛える！ 嫌われても憎まれても果たすべき大人の役割』（対談：松平康隆）小学館 2009.4
- 『「YES」と言わせる日本』（対談：亀井静香）小学館（小学館新書） 2017.7
- 『日本よ、憚ることなく』（対談：亀井静香）WAC 2019.12
- 『昔は面白かったな 回想の文壇交遊録』（対談：坂本忠雄）新潮社（新潮新書） 2019.12
- 『死という最後の未来』（対談：曽野綾子）幻冬舎 2020.6 のち文庫
- 『三島由紀夫石原慎太郎全対話』（対談：三島由紀夫）中央公論新社（中公文庫） 2020.7
- 『石原慎太郎 日本よ！』（対談：亀井静香）WAC 2022.3

### 現代語訳
- 『新和漢朗詠集 現代に息づく日本人の鼓動』いんなあとりっぷ 1973.5 のち牧野出版『声に出して詠もう和漢朗詠集』
- 『新解釈現代語訳 法華経』幻冬舎 2020.7

### 選集・全集
- 『石原慎太郎文庫』（全8巻）河出書房新社 1964.11-1965.7（編集：三島由紀夫、江藤淳、大江健三郎）

1. 『行為と死 太陽の季節 他』 のちペーパーバックス『行為と死 太陽の季節』――収録：「行為と死」「太陽の季節」「灰色の教室」「処刑の部屋」「ヨットと少年」「北壁」「透きとおった時間」「価値紊乱者の光栄」
2. 『亀裂 完全な遊戯 他』――収録：「亀裂」「完全な遊戯」「乾いた花」
3. 『挑戦 死の博物誌―小さき闘い―』――収録：「挑戦」「死の博物誌―小さき闘い―」
4. 『青年の樹（全） 十八歳』――収録：「青年の樹」「十八歳」
5. 『日本零年（全）』――収録：「日本零年」
6. 『汚れた夜 傷のある羽根』――収録：「汚れた夜」「傷のある羽根」
7. 『狼生きろ豚は死ね 鴨 他』――収録：「狼生きろ豚は死ね」「それだけの世界」「ファンキー・ジャンプ」「殺人教室」「鴨」「密航」「三島由紀夫氏の文体」「文学への素朴な疑問」「現代青年のエネルギー」
  - 69年再販版は「水際の塑像」「待伏せ」が追加。
8. 『星と舵（全）』――収録：「星と舵」

- 『石原慎太郎短編全集』（全2巻）新潮社 1973.6

1. ――収録：「灰色の教室」「太陽の季節」「冷たい顔」「奪われぬもの」「処刑の部屋」「日蝕の夏」「ヨットと少年」「北壁」「透きとおった時間」「狂った果実」「恋の戯れ」「男だけ」「若い獣」「蟷螂の庭」「谷川」「完全な遊戯」「それだけの世界」「乾いた花」「鱶女」「太陽の餌」「ともだち」「ファンキー・ジャンプ」
2. ――収録：「十八歳」「密航」「鴨」「十年選手」「朝の微笑」「小さき闘い」「傷のある羽根」「閉ざされた部屋」「還らぬ海」「屍体」「一点鐘」「水際の塑像」「貧しい海」「沈黙」「野性の庭」「待伏せ」「L・S・D」「鎖のついた椅子」「名月鏡」「国家についての個人的会話」「条約」

- 『石原慎太郎の文学』[301]（全10巻）文藝春秋 2007.1-10

1. 『刃鋼』――収録：「刃鋼」
2. 『化石の森』――収録：「化石の森」
3. 『亀裂 死の博物誌』――収録：「亀裂」「死の博物誌」
4. 『星と舵 風についての記憶』――収録：「星と舵」「風についての記憶」
5. 『行為と死 暗殺の壁画』――収録：「行為と死」「嫌悪の狙撃者」「暗殺の壁画」
6. 『光より速きわれら 秘祭』――収録：「光より速きわれら」「秘祭」「聖餐」「肉体の天使」
7. 『生還 弟』――収録：「生還」「弟」「僕は結婚しない」
8. 『わが人生の時の時』――収録：「わが人生の時の時」「わが人生の時の会話」
9. 『短篇集Ⅰ 太陽の季節 完全な遊戯』――収録：「灰色の教室」「太陽の季節」「冷たい顔」「処刑の部屋」「ヨットと少年」「北壁」「透きとおった時間」「男だけ」「若い獣」「完全な遊戯」「乾いた花」「鱶女」「ファンキー・ジャンプ」「十八歳」「密航」
10. 『短篇集Ⅱ 遭難者』――収録：「鴨」「閉ざされた部屋」「貧しい海」「水際の塑像」「野性の庭」「待伏せ」「鎖のついた椅子」「公人」「きょうだい」「ある行為者の回想」「遭難者」「山からの声」「海からの声」「空からの声」「生き残りの水兵」「詩（五篇）」（巻末に年譜と著書目録あり）

- 『石原慎太郎の思想と行為』[302]（全8巻）産経新聞出版 2012.10-2013.7

1. 『政治との格闘』――収録：「国家なる幻影（上）」「作家ノート 虚構と真実」「非核の神話は消えた」「民主主義の虚構」「君、国売り給うことなかれ」その他エッセイ4編
2. 『「NO」と言える日本』――収録：「国家なる幻影（下）」「『NO』と言える日本」「断固『NO』と言える日本」
3. 『教育の本質』――収録：「スパルタ教育」「真実の性教育」「教育は愛か、体罰か（対談：戸塚宏）」「ふたたび“輝く雲”をつかむために（対談：松平康隆）」その他エッセイ12編
4. 『精神と肉体の哲学』――収録：「法華経を生きる」「老いてこそ人生」「脳死と臓器移植」その他エッセイ9編
5. 『新宗教の黎明』――収録：「巷の神々」
6. 『文士の肖像』――収録：「三島由紀夫の日蝕」「発射塔」その他文芸批評、対談、追悼文など45編
7. 『同時代の群像』――収録：「わが人生の時の人々」「オンリー・イエスタディ」その他、立川談志との対談2編、立川談志追悼文
8. 『孤独なる戴冠』――収録：「僕にも言わせてもらいたい 価値紊乱者の光栄」「男の世界」「私の天皇」「戦士への別れ 追悼石原裕次郎」「孤独なる戴冠 何が残されているか」その他エッセイ19編

- 『石原慎太郎短編全集』（全2巻）幻冬舎 2021.12

1. ――収録：「聖餐」「山からの声」「海からの声」「空からの声」「沢より還る」「海にはすべて」「青木ヶ原」「わが人生の時の生と死」「ブラックリング」「生死刻々」「生き残りの水兵」
2. ――収録：「青木ヶ原（完全版）」「やや暴力的に」「僕らは仲が良かった」「夢々々」「世の中おかしいよ」「うちのひい祖父さん」「ワイルドライフ」「海の家族」「ある失踪」「ヤマトタケル伝説」「特攻隊巡礼」「暴力計画」「―ある奇妙な小説―老惨」「死者との対話」「いつ死なせますか」「噂の八話」「死線を超えて」「ハーバーの桟橋での会話」

### 翻訳
- 『型破りで勝つ！』（著：ロバート・J・リンガー）三笠書房 1978.12

### 外国語訳
- Season of Violence. The Punishment Room. The Yacht and the Boy. John G. Mills, Toshie Takahama & Ken Tremayne. Rutland, Vt. : C. E. Tuttle Co., 1966（太陽の季節、処刑の部屋、ヨットと少年）
- Undercurrents: Episodes from a Life on the Edge（わが人生の時の時）Wayne P. Lammers 2006
- The Japan That Can Say NO『NOといえる日本』
- Le Japon sans Complexe『NOといえる日本』フランス語

## 音楽作品

### 作詞
- 狂った果実（曲：佐藤勝、歌唱：石原裕次郎）
- 青年の樹（曲：山本直純、歌唱：三浦洸一）
- 青年の国をつくろう（曲：小林亜星、歌唱：石原裕次郎）
- さあ太陽を呼んでこい（曲：山本直純、歌唱：東京放送児童合唱団）
- 人間の園（旧ジャスコ株式会社・社歌）（曲：神津善行、歌唱：五十嵐喜芳、コーラス：ミュージカルアカデミーウィルビーズ）
- お早う僕の町（曲：湯浅譲二、歌唱：マイク眞木）
- 焔のカーブ（曲：三保敬太郎、歌唱：ジャニーズ）
- 母の声（曲：玉置和郎、歌唱：二葉百合子）
- 思い出の川（曲：五木ひろし、歌唱：五木ひろし）

### 作詞・作曲
- 夏の終わり（歌唱：ペギー葉山&石原慎太郎）
- 泣きながら微笑んで（歌唱：石原裕次郎）

### 歌唱
- リコール ツー マイ メモリー
- DREAM

## 関連作品

### 映画
| - 太陽の季節（1956年、原作・出演） - 処刑の部屋（1956年、原作） - 狂った果実（1956年、脚本・原作・出演） - 日蝕の夏（1956年、脚本・原作・主演） - 婚約指輪（1956年、脚本・原作・主演） - 月蝕（1956年、原作） - 危険な英雄（1957年、主演） - 穴（1957年、唄・出演） - 俺は待ってるぜ（1957年、脚本） - 錆びたナイフ（1958年、脚本・原作） - 霧の中の男（1958年、脚本・原作） - 死の壁の脱出（1958年、脚本） - 若い獣（1958年、監督・脚本・原作） - 完全な遊戯（1958年、原作） - 海は狂っている（1959年、脚本・原作） - 海の地図（1959年、原作） - 海底から来た女（1959年、脚本・原作） - 夜を探がせ（1959年、原作） - 青年の樹（1960年、原作） - 接吻泥棒（1960年、原作・出演） - トップ屋を殺せ（1960年、脚本） - 愛と炎と（1961年、原作） - 青い狩人（1961年、原作） - 雲に向かって起つ（1962年、原作） - 禁断（1962年、原作） - 二十歳の恋（1962年、監督・脚本） | - 素晴らしい悪女（1963年、原作） - 狼の王子（1963年、原作） - 小さな冒険旅行（1963年、原作） - 乾いた花（1964年、原作） - 敗れざるもの（1964年、原作） - おゝい雲!（1965年、原作） - 異聞猿飛佐助 (1965年、霧隠才蔵役で出演) - 青春とはなんだ（1965年、原作） - 処刑の島（1966年、製作・脚本） - これが青春だ!（1966年、脚本監修） - 男なら振りむくな（1967年、原作） - 復讐の歌が聞える（1968年、脚本・原作） - 狂戀詩 Summer Heat（1968年、原作） - 野蛮人のネクタイ（1969年、原作） - スパルタ教育 くたばれ親父（1970年、原作） - 化石の森（1973年、原作） - 青年の樹（1977年、原作） - 秘祭（1998年、脚本・原作） - 俺は、君のためにこそ死ににいく（2007年、製作総指揮・脚本） - 宇宙戦艦ヤマト 復活篇（2009年、原案） - 青木ヶ原（2012年、製作総指揮・企画・原作・脚本・出演） |

### テレビドラマ
| - 深夜のメス（1957年、日本テレビ、原作） - 幽霊と宝石と恋（1958年、NHK、原作） - 慎太郎ミステリー 暗闇の声（1959年 - 1960年、ラジオ東京テレビ、企画・監修） - 見知らぬ顔（1959年、原作） - 分身（1960年、脚本） - この情報を買ってくれ（1959年、フジテレビ、脚本） - 降霊（1960年、東海テレビ「夜の十時劇場」、脚本） - 怒りの果実（1960年、TBS「グリーン劇場」、原作） - これが恋愛だ（1961年、TBS「日立劇場」、原作） - 密航（1961年、TBS「グリーン劇場」、原作） - 殺人キッド（1961年、TBS「日立劇場」、原作） - 青年の樹（1961年、TBS「ナショナルゴールデンアワー」、原作） - 死んでゆく男の物語（1961年、NHK教育テレビ、脚本） - 喪われた街（1962年、NHK「テレビ指定席」、原作） - 夜を探せ（1962年、フジテレビ、原作） - 闇から来る（1962年、NET、原作） - アラスカ物語（1962年、NHK、脚本） - 青い糧（1963年、NET「銀行8時劇場」、原作） | - 断崖（1963年、NET「銀行8時劇場」、原作） - 雲に向って起つ（1963年、NET「銀行8時劇場」、原作） - 夜の道（1963年、NHK、原作） - 喪われた街（1964年、NET、原作） - 小さき闘い（1964年、フジテレビ「一千万人の劇場」、原作） - 有馬稲子アワー 喪われた街（1965年、フジテレビ「シオノギテレビ劇場」、原作） - てっぺん野郎（1965年、TBS、原作） - 青春とはなんだ（1965年、日本テレビ、原作） - おゝい雲!（1965年、毎日放送、原作） - 人魚と野郎（1967年、NET、原作） - おおい雲（1971年、NHK「銀河ドラマ」、原作） - 恐怖の人喰い鱶 鱶女（1980年、テレビ朝日「土曜ワイド劇場」、原作） - 太陽の季節（2002年、TBS、原作） - 狂った果実2002（2002年、TBS、原作） - 弟（2004年、テレビ朝日、原作） |

### 舞台
- 若きハイデルベルヒ（1977年、日生劇場、潤色）

## 演じた俳優
- 別所哲也『人間ドキュメント 石原裕次郎物語』（1993年フジテレビ）
- テレビ朝日『弟』（2004年11月17日 - 11月21日放送）での配役
  - 鈴木宗太郎（幼年期）
  - 久保海晴（少年期）
  - 渡邉邦門（思春期）
  - 長瀬智也（TOKIO）（青年期）
  - 渡哲也（父・石原潔との二役）（壮年期 - 現在）
- 石原良純『裕さんの女房』（2021年3月20日放送NHK BS4Kほか）

## 逸話
- かつて対談した数学者の岡潔による哲学を信奉している[34][303]。
- Ustreamでの放送にて、田原総一朗が政治献金をしていることが明らかになる[304]。
- 『正論』は、特集「2012年注目の政治家50人を値踏みする」で、石原を10点満点中9点と評価した[305]。
- 自身が代表を務める日本維新の会の幹事長である松井一郎大阪府知事がフリーアナウンサーの辛坊治郎に語った話では、石原は、基本的に、朝は遅く昼からしか働かないという[306]。
- 三島由紀夫は石原を「すべての知的なものに対する侮蔑の時代を開いた」と評した[307]。
- 三島由紀夫の死に関して、「三島は人為的に異常な肉体を作ることで、逆に精神を蝕まれて衰弱し、ああいう死に方をした」と発言[308]。
- 石原結實が主宰する断食サナトリウムに1995年ころから毎年通い、断食と発熱こそ世界の名医だと発言。石原の父も断食の愛好家で、水だけ飲む断食を10-15日間行っていたという[308]。
- 熱狂的なスポーツカーマニアで[15][309][310]、1968年の参議院初登院時には、当時の愛車、初代マツダコスモスポーツで乗り付け、国会の前で降りて大きなニュースになった[15][309]。コスモスポーツが登場するレーサーが主役のミュージカルまで作り、当時の松田恒次東洋工業（現マツダ）社長に支援を頼みに広島の東洋工業本社に行き、快諾をもらい、その後、議員になってからも応援してもらったという[15]。「いろいろなスポーツカーに乗ったけど、コスモが一番だったな」と話している[15]。
- 学生時代に下校中に歩いているとアメリカ兵がアイスキャンディーを食べながら歩いて来て、周りの大人が道を開ける中、石原だけはじっとアメリカ兵を見ていると、そのアメリカ兵は腹を立てたのか石原をアイスキャンディーで殴る。その後教師に呼ばれて「アメリカに迷惑かけるな」と注意された。戦前は「鬼畜米英」と教わり、180度違うことを言う大人に不信感を頂くきっかけとなった[311]。